# Histoire de l'Algérie dans l'Antiquité et le Haut Moyen Âge
L'histoire de l'Algérie dans l'Antiquité commence avec la colonisation phénicienne, puis carthaginoise, de plusieurs comptoirs de la côte méditerranéenne et se poursuit avec les premiers royaumes berbères, qui ont laissé des écrits en tifinagh. Ceux-ci sont principalement d'abord ceux des Gétules au sud de la région, puis ceux des Garamantes et finalement des Numides. Puis viennent les Romains, les Vandales ariens et les Byzantins orthodoxes. La conquête musulmane du Maghreb au VIIe siècle met fin à la période antique.

## Gétules

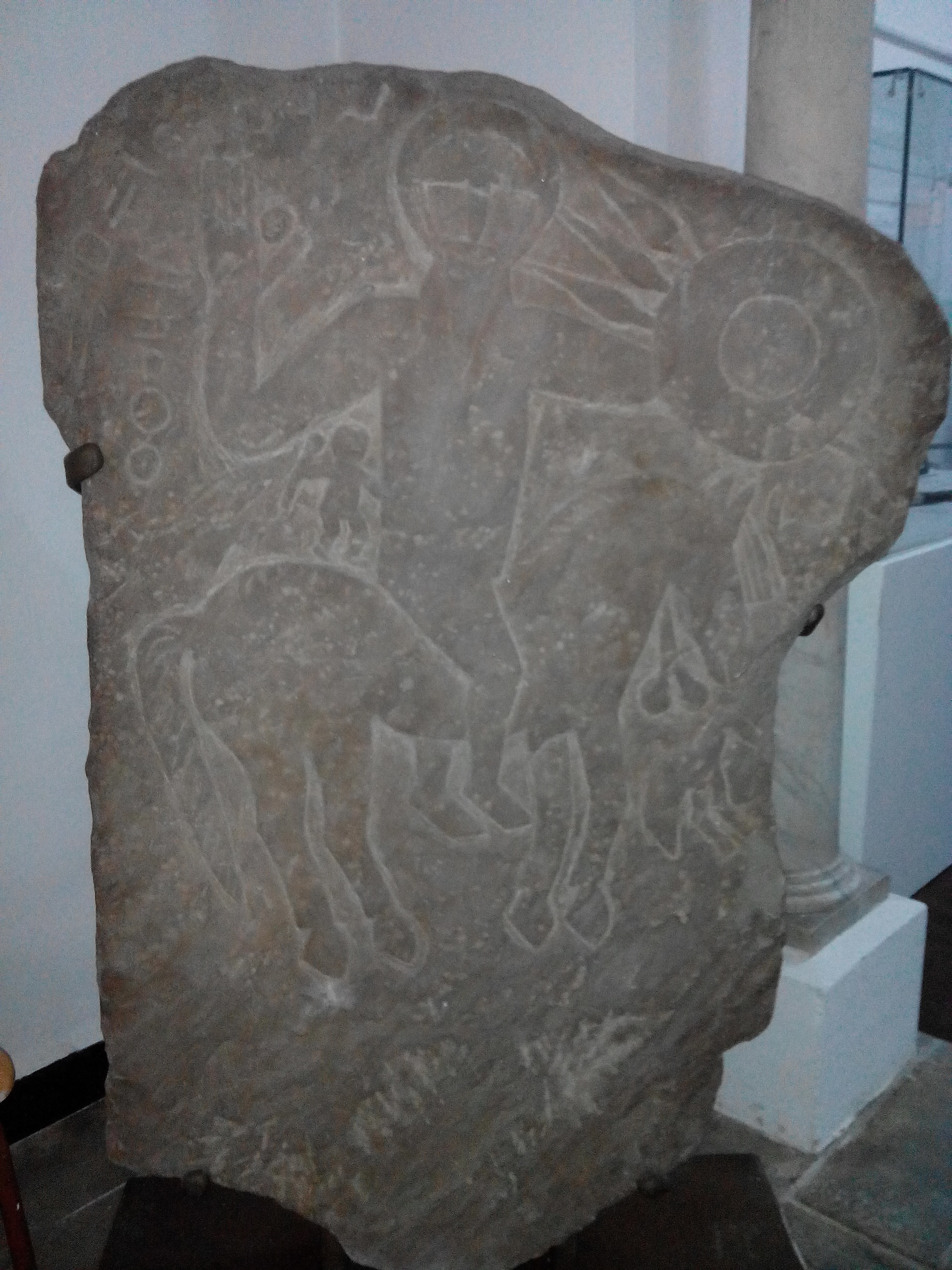
Stèle lybique du cavalier d'Abizar (représentant un cavalier numide, barbu armé d’un bouclier et de trois javelots, faisant un signe de la main. A ses côtés, un petit personnage et un animal à deux pattes. Elle contient des inscriptions en Tifinagh. Découverte au village d'Abizar à Tizi ouzou en 1858, et exposée au Musée national des antiquités et des arts islamiques.

Les Gétules peuplaient certaines parties de l'Afrique du Nord au Ier millénaire av. J.-C. L'historien grec Strabon les cite au tournant de notre ère comme « le peuple le moins connu mais le plus nombreux d'Afrique après les Égyptiens ».
La légende carthaginoise relate que le prince des Gétules proposa d'épouser Élissa (ou Didon pour les Romains), reine fondatrice de Carthage, vers l'an 815 av. J.-C.. Toutefois, des références en Égypte ancienne à certaines tribus Gétules remontent jusqu'à 1350 av. J.-C. environ, sous le règne d'Akhenaton de la XVIIIe dynastie, évoquant le commerce de bétail avec ce peuple. Une autre légende fait remonter le  début du calendrier berbère à une victoire de Sheshonq Ier sur le pharaon Psousennès II, vers 949 -943 av. J.-C.. Selon cette légende, Sheshonq (en berbère : Sheshnaq) et ses troupes seraient des Gétules du sud-ouest algérien et Sheshnaq aurait épousé en 952 av. J.-C. la fille du pharaon pour régner sur l'Égypte à partir de Busbatis et y fonder la XXIIe dynastie. Par suite, toutes les conquêtes de ce pharaon au Proche-Orient et dans le royaume d'Israël peuvent être revendiquées comme « gétules » et le pillage de Jérusalem, événement biblique est attribué au chef gétule des Mâchaouach.
Quoi qu'il en soit, les Gétules sont initialement des nomades, un peuple cavalier de la steppe nord-saharienne, aujourd'hui désertifiée, qui se concentrèrent, à mesure que l'asséchement se renforçait, dans les oasis du Sahara central algérien, notamment dans ce qui forme aujourd'hui les territoires des Nemenchas dans l'actuel Souk Ahras et Tébessa. Vivant principalement de pastoralisme transhumant, les Gétules contrôlent aussi deux routes commerciales : celle qui mène vers Chella (actuel Maroc), et celle qui mène vers Madaure (actuelle M'daourouch dans la wilaya de Souk Ahras). Plus d'un millénaire après eux, les Berbères Sanhadja et Zénètes reprennent le même mode de vie. Il est probable que les Gétules, partie éventuelle des peuples libyques (Libyens anciens), ont découvert le cheval par le biais des Égyptiens, qui l'avaient eux-mêmes découvert par le biais des peuples d'Asie centrale. Ayant développé une cavalerie efficace, les Gétules se sont mis à razzier occasionnellement les populations sédentarisées du Nord. Entre le Ve et le IIIe siècle, ayant subi des défaites contre des acteurs politiques de la région, ils se louent de plus en plus comme mercenaires, par exemple en 264 av. J.-C., durant la première guerre punique, au service du général carthaginois Hannibal Gisco.

## Les comptoirsphéniciensen Algérie (-1250 à -146)

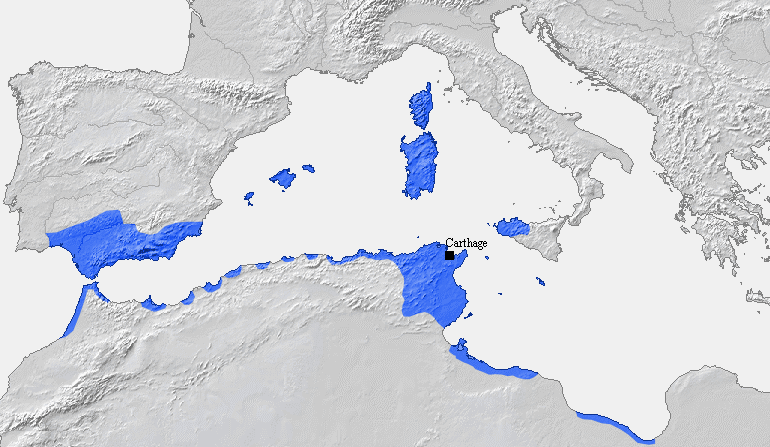
Extension du territoire carthaginois avant la Première Guerre punique vers -264

Les Phéniciens dans leurs efforts d'étendre leur réseau commercial dans tout le bassin méditerranéen commencent à essayer d'établir des contacts avec les populations du Nord de l'Algérie dès 1250 av. J.-C.. Après la fuite de la princesse Elyssa au Maghreb oriental (actuelle Tunisie) qui y fonde Carthage en 814, les Carthaginois essaient de pousser leurs navires jusqu'en Ibérie (actuelle Espagne).
Les côtes du Maghreb parsemées de hauts-fonds et de récifs étant difficiles à naviguer pour les navires primitifs des Carthaginois, ces derniers fondent avec l'accord des populations locales, avec lesquelles ils entretiennent des liens commerciaux des comptoirs tous les 30 à 40 kilomètres le long de la côte algérienne, une distance équivalente à une journée de navigation par la mer. C'est ainsi que les comptoirs phéniciens de Annaba, Skikda, Collo, Jijel, Béjaïa, Dellys, Alger, Tipaza, Cherchell, Ténès, Bethioua et Ghazaouet sont établis. Ces comptoirs jouent un rôle aussi crucial dans le commerce en Méditerranée, que dans l'évolution des cultures locales par le biais des échanges d'idées et de communications. Ces comptoirs servent quelques siècles plus tard aux Numides qui vont les occuper, puis aux Romains qui les colonisent et les utilisent pour la conquête de l'Algérie. Les Carthaginois réussissent si bien dans leur commerce qu'ils établissent des comptoirs même à l'intérieur des terres au Nord de l'Algérie, au sein de localités existantes telles que les comptoirs de Sarim Batim, que les Numides appellent Cirta (actuelle Constantine) ou Tiddis a 17 kilomètres de Cirta.
De cette pénétration des Carthaginois au milieu des populations africaines résulte une sorte de fusion qui aboutit à une large communauté ethnique et culturelle. La civilisation de Carthage peut s'imposer peu à peu, mais à leur tour certaines coutumes indigènes marquent celles des Carthaginois. Par cette « africanisation », qui l'enrichit encore, la civilisation punique appartient authentiquement au patrimoine culturel nord-africain.
Selon Jérôme Carcopino, « Il est hors de doute que ces colonies ont, à  la longue, formé autant de foyers d'une civilisation mixte qui, de proche en proche, s'est propagée du littoral vers le continent et a fait prévaloir sur toute l'Afrique du Nord, et pour des millénaires, l'esprit de Carthage. »

## Le Sahara garamante (-500 à l'an 500)
Les Garamantes sont un peuple qui a dominé le Sahara durant un millénaire pendant l'Antiquité d'environ 500 av. J.-C. à 500 apr. J.-C.
La question de leur origine exacte reste toujours posée. Deux hypothèses sont encore valides. La première voudrait que les Garamantes soient les cousins des Gétules. Contrairement aux Gétules, ils n'auraient pas migré vers les côtes méditerranéennes et seraient restés sur place dans le désert, pour occuper l'endroit après la migration des Gétules vers le nord. L'autre hypothèse voudrait que les Garamantes soient un peuple venu d'une autre région que le Sahara (Afrique sub-saharienne ou Asie). L'utilisation toutefois des caractères tifinagh par les Garamantes et la similitude entre les cavaleries garamante et gétule indiquent probablement que les Garamantes seraient des cousins des Gétules qui se seraient sédentarisés au Sahara plutôt qu'au Nord.
Le terme Garamante viendrait du nom de leur capitale Tagharma, qui signifierait en berbère ancien (proche du capsien) « citadelle fortifiée ». Tagharma, ou Garama en version gréco-latine serait la Germa moderne. Les Garamantes seraient originaires de la région du Fezzan (en Libye actuelle) et auraient fondé un royaume s'étendant sur plusieurs dizaines de milliers de kilomètres carrés dans le Sahara, couvrant des parties des pays actuels de la région : Algérie, Libye, Mali, Tchad et Niger. La géographie de leur royaume, l'habileté de leurs guerriers et cavaliers, l'utilisation du tifinagh, ainsi que la domestication du dromadaire n'est pas sans rappeler l'actuelle confédération des Touaregs, et il est probable que les Garamantes ont été leurs ancêtres directs, bien que cela n'est pas confirmé.
Le royaume des Garamantes a vécu du contrôle des routes sahariennes et a établi des routes commerciales entre l'Afrique sub-saharienne et la Méditerranée. Les Garamantes ont combattu constamment du Ve siècle av. J.-C. au IVe siècle av. J.-C. les peuples noirs de l'Afrique sub-saharienne pour affirmer leur contrôle de ces routes de commerce. Ils ont développé également l'agriculture aux alentours de leurs oasis fortifiées et sont devenus ainsi un peuple très puissant. Leur souveraineté s'étendait du Tchad au Fezzan, et du Tassili à Gao au bord du fleuve Niger. L'historien grec Hérodote (IV, 183) écrit environ 50 ans après le début de leur règne à propos de ce peuple saharien :
« À dix jours de voyage d'Augila, il y a également une colline de sel et une source d'eau, les palmiers y poussent abondamment comme ils le font près des autres collines de sel. Cette région est habitée par un peuple appelé Garamantes, un peuple très puissant qui recouvre le sel avec de la boue pour y semer ensuite ses cultures. C'est là que la route est la plus courte vers le pays des Lotophages, un voyage de trente jours. Dans le pays des Garamantes, on trouve des taureaux qui lorsqu'ils paissent marchent à reculons. Ils agissent ainsi parce que leurs cornes s'avancent tant vers l'avant de leur tête que, s'ils avançaient en paissant, leurs cornes se planteraient dans le sol. Ce n'est qu'en cela qu'ils diffèrent des autres taureaux, ainsi que par l'épaisseur et la dureté de leur cuir. Les Garamantes ont des chariots attelés a quatre chevaux, sur lesquels ils pourchassent les Éthiopiens Troglodytes qui, de tous les peuples dont l'écho ait pu parvenir à vos oreilles, est celui dont les pieds sont, de loin, les plus rapides. Les Troglodytes se nourrissent de serpents, de lézards et d'autres reptiles du même genre. Leur langage, contrairement à celui des autres peuples, ressemble à des couinements de chauve-souris… »
Le peuple éthiopien Troglodyte auquel Hérodote fait allusion est installé aujourd'hui dans le massif du Tibesti, et forme maintenant l'ethnie des Toubous. La cavalerie Garamante se distinguait au Maghreb par le fait qu'elle utilisait massivement le char tiré par un quatuor de chevaux. Les Garamantes ont mené quelquefois des attaques contre leurs voisins du nord également, notamment les Gétules, les Carthaginois et les Numides. Toutefois leur plus grande défaite leur est infligée par l'Empire romain, qui soutenu par les Gétules et sous la direction de Balbus, consul d'Afrique de Rome envahit leur royaume et occupe leur capitale Tagharma (Garama). Les Garamantes maintiennent une certaine autonomie malgré l'occupation, grâce notamment à l'étendue du Sahara et à leur retour à des traditions nomades. Les Garamantes se révoltent et soutiennent même la révolte de Tacfarinas dans le nord du pays au début du premier siècle, mais Rome finit tout de même par vaincre.
Le poids de la tutelle sur ce peuple saharien devient considérable. Après que  l'Empire eut adopté la religion chrétienne, les Garamantes firent de même vers la fin du IVe siècle. Les Garamantes disparaissent progressivement des références historiques à partir de cette date, pour plusieurs raisons. D'une part à la mort de l'empereur Théodose Ier de Rome, l'Empire romain connaît une période de troubles internes et les Garamantes retrouvent leur indépendance ; d'autre part, leur royaume ayant été brisé, ces derniers ne mènent aucune action concertée politique ou stratégique jusqu'à l'avènement de l'Islam trois siècles plus tard, époque à laquelle ils ne s'appellent déjà plus les Garamantes.

## L'État deNumidie: (–250 à -25)

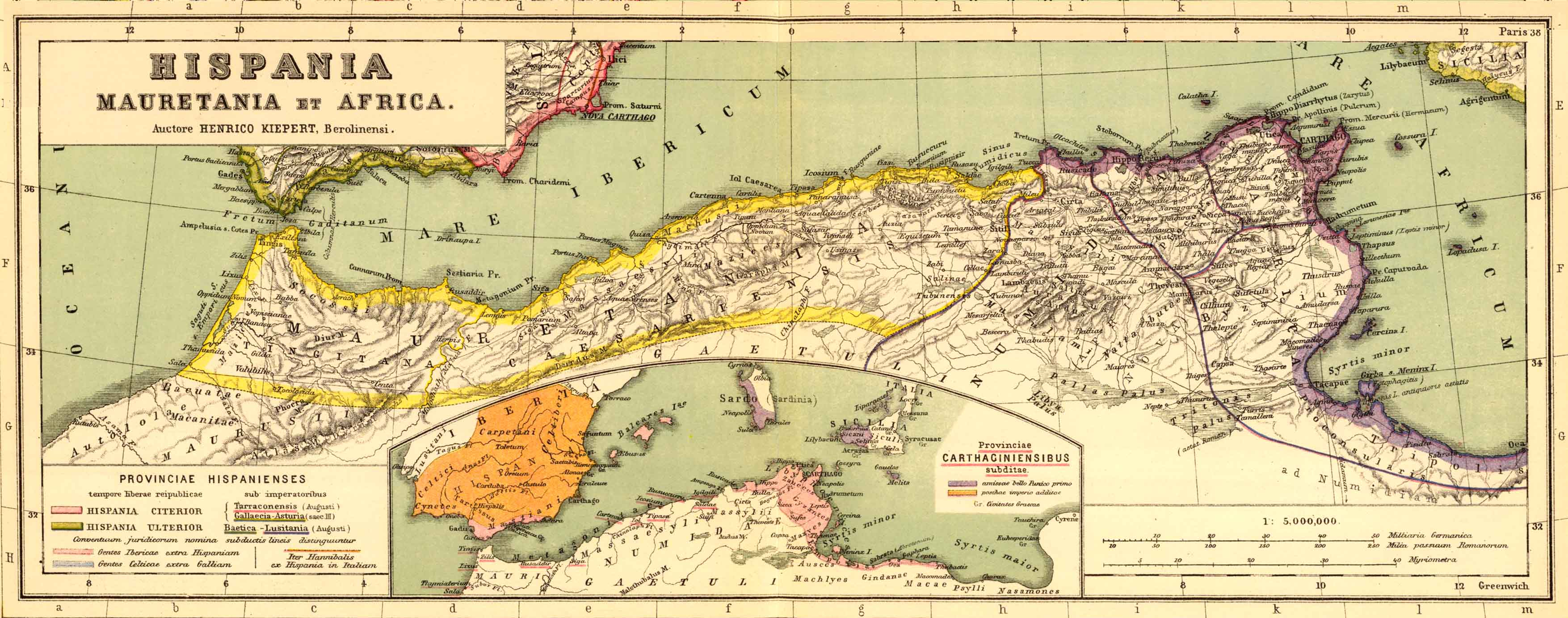
Maurétanie Tingitane (à l'ouest) [orange], Maurétanie césarienne (au centre-ouest) [orange], Numidie (au centre-est) [rose], et Africa (à l'est) [rose

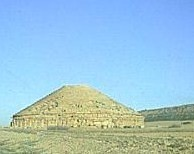
Medracen la sépulture des rois Numide à Batna dans les Aurès et patriarche des Zénètes et des Sanhadja, etc selon Ibn Khaldoun

Le mausolée de Medghassen dans l'Aurès date de 300 ans av. J.-C. Ce monument numide est le plus ancien mausolée de l'Algérie .
La période numide commence vers 250 av. J.-C. avec l'émergence de deux tribus au nord de l'Algérie issues des Capsiens sédentarisés depuis le Néolithique : la tribu des Massyles à l'est et la tribu des Massæsyles à l'ouest. Ces tribus contrôlent les plaines entre la chaîne de l'Atlas et la côte méditerranéenne au Nord de l'Algérie, et arrivent rapidement à la confrontation.

### Seconde guerre punique

Carte représentant la Numidie Occidentale (en vert) et la Numidie Orientale (en jaune) gouvernées respectivement par Syphax et Gaïa en 220 avant notre ère

La rivalité débute avec l'arrivée au pouvoir de Syphax en 215 av. J.-C., roi des Massaesyles : il veut faire de son royaume une puissance commerciale et militaire, et s'allie à Carthage dans sa lutte contre Rome. Syphax est toutefois gêné dans ses projets par la présence de la principauté des Massyles à l'Est commandé par le roi Zelalsan. Les Massyles occupent les terres entre le royaume de Syphax et Carthage, c'est ainsi que Syphax décide de se débarrasser d'eux. Il déclenche les hostilités avec l'aide de Carthage. Il provoque des troubles internes chez les Massyles pour les affaiblir avant de les écraser. Zelalsen meurt rapidement et est remplacé par Gaïa. Les Massyles se rapprochent de Rome, mais rechignent à sceller une alliance durable. Syphax commet toutefois sa première erreur en cassant son alliance avec Carthage subitement et en s'alliant à Rome qui lui envoie trois centuries de soldats. Carthage se met alors à soutenir les Massyles, mais le roi Gaia meurt subitement.
Son fils Massinissa, à 17 ans, remporte une victoire sur Syphax, puis traverse la Méditerranée et s'en va remporter des victoires supplémentaires sur les Romains en Ibérie. Son corps de cavalerie composé de Massyles et de Gétules s'avère d'une excellente efficacité sous son commandement. Lorsqu'il apprend que son père meurt, il revient d'Ibérie vers l'est algérien pour assumer le pouvoir et y trouve son royaume en proie à des luttes intestines. Pendant son absence, trois rois se sont déjà succédé sur son trône en quelques mois, en 206 av. J.-C. (Oezalcès, Capussa et Lacumazès).

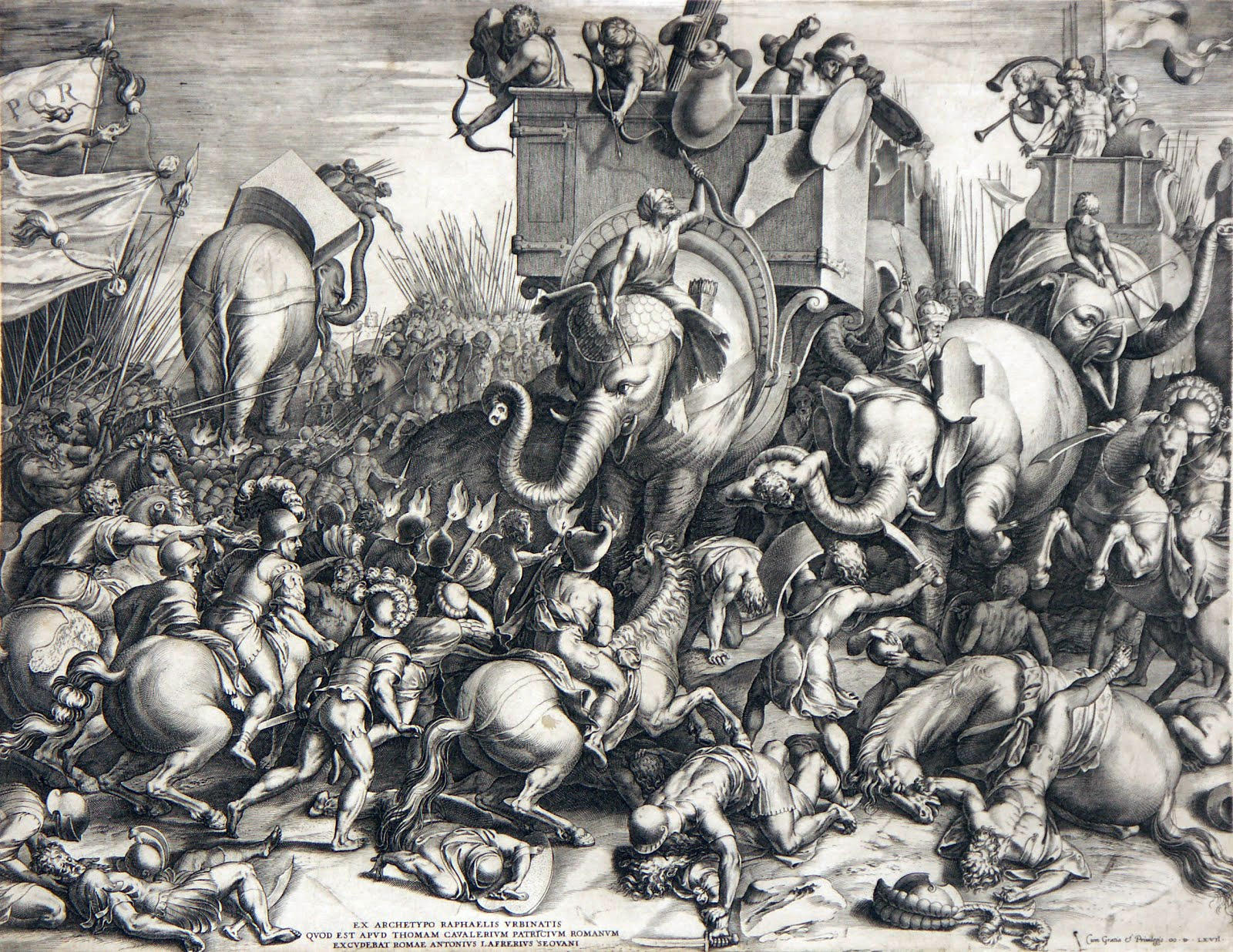
Bataille de Zama, coalition numido-romaine contre Carthage

Massinissa constate que pendant qu'il remporte des victoires pour les Carthaginois, ces derniers abandonnent son royaume. Il se saisit du pouvoir, et casse son alliance avec Carthage, changeant de camp et s'allie à Rome. Il participe alors au côté des Romains à la bataille de Matka en territoire Carthaginois. Les troupes Carthaginoises commandées par général Hannibal réussissent à éloigner la cavalerie de Massinissa du champ de bataille en la poussant à un engagement un peu plus loin. L'infanterie romaine commandée par Scipion l'Africain se retrouve alors coincée face à Hannibal, sans parvenir à faire pencher la balance de son côté. Cependant, en brillant stratège, Massinissa réussit à remporter une victoire rapide sur les troupes carthaginoises et lance sa cavalerie ensuite sur le terrain de bataille principal. Son arrivée permet aux Romains de vaincre l'armée carthaginoise. Ainsi, le général Hannibal est capturé en grande partie grâce à la malice de Massinissa, et Carthage perd la deuxième guerre punique : Massinissa contrôle à présent tout l'est algérien.
Massinissa s'engage dans un ambitieux plan, qui préfigure et détermine les frontières du nord de l'Algérie moderne. Il fait creuser avec l'aide des légions romaines une fosse longue de plusieurs kilomètres avec l'actuelle Tabarka à l'est et ses territoires annexés aux Carthaginois à l'ouest. Il prend le contrôle ainsi de Cirta (Constantine), et en fait sa capitale. Massinissa s'attelle ensuite à réformer son royaume, à introduire l'agriculture céréalière, à reformer l'impôt fiscal, et à consolider son alliance avec Rome en même temps que son armée. Par la suite il décide de conquérir les territoires de Syphax, ce qui fut fait quelque temps après.
Syphax et Massinissa développent une rivalité entre eux, centrée non seulement sur la politique, mais aussi sur une femme. Sophonisbe, la fille du général carthaginois Hasdrubal, dont Massinissa était amoureux, aurait été livrée par son père défait par les troupes de Massinissa à Syphax son rival. Massinissa fait parvenir à Sophonisbe un poison qu'elle absorbe pour se suicider avant de consommer son mariage avec Syphax pour sauver l'honneur de son amant.

### Unification

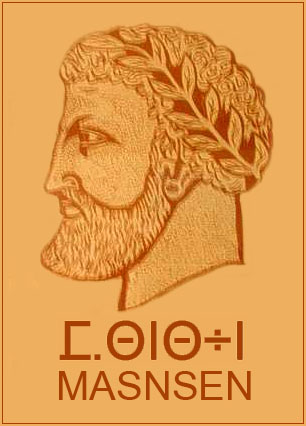
Portrait du roi Massinissa. Son nom berbère est écrit dessous en tifinagh et en latin

Massinissa ensuite se livre à la conquête et au démantèlement progressif du royaume de Syphax, unifiant la Numidie et établissant la frontière ouest de son royaume au niveau de la rivière Moulouya, proche de l'actuelle frontière algéro-marocaine. Vers 150 av. J.-C., Massinissa dirige un royaume unifié et puissant, militairement et économiquement, qui s'étend sur tout le nord de l'Algérie. Il parvient à ramener sous sa coupe les tribus gétules, à vaincre son rival Syphax, et à sceller une alliance solide avec Carthage. Âgé de près de 90 ans, Massinissa décide de provoquer à présent la chute de Carthage elle-même. Il cherche à pousser Carthage à la guerre, et attaque plus de 70 villages carthaginois sans prévenir. Carthage se voit obligée de répliquer pour se défendre, même si cela signifie la violation du traité de paix avec Rome, qui s'empresse de lui déclarer la guerre. Massinissa provoque ainsi la troisième guerre punique juste avant de mourir, commandant lui-même ses troupes sur le terrain à plus de 90 ans. Carthage s'effondre deux ans plus tard en 148 av. J.-C.
Le règne puis la disparition de Massinissa est le prélude de l'occupation romaine de la Numidie, précédée d'un long travail politique qui s'étale sur environ un siècle de -125 à -25. La Numidie effectue son premier rapprochement historique avec Rome avant même son unification, lorsque Syphax, roi de la Numidie Occidentale, scelle une alliance avec Rome contre Carthage et la Numidie orientale. Toutefois lorsque Syphax, pour des raisons qui ne sont pas encore claires, décide de casser son alliance avec Rome, la donne politique change définitivement.
Les Berbères numides utilisent alors le mot Taferka qui signifiait “Terre” dans le sens de “propriété terrienne”, et le mot Aferkiw pour désigner celui qui vit sur la terre dans le sens de propriétaire terrien. La célèbre maxime numide traduite en latin par la suite a donné le mot Africa pour désigner les terres de la côte sud de la Méditerranée autour de la Numidie et de Carthage (plus tard et après l'Empire romain les Européens utilisèrent le mot ‘Afrique' pour désigner tout le continent africain).

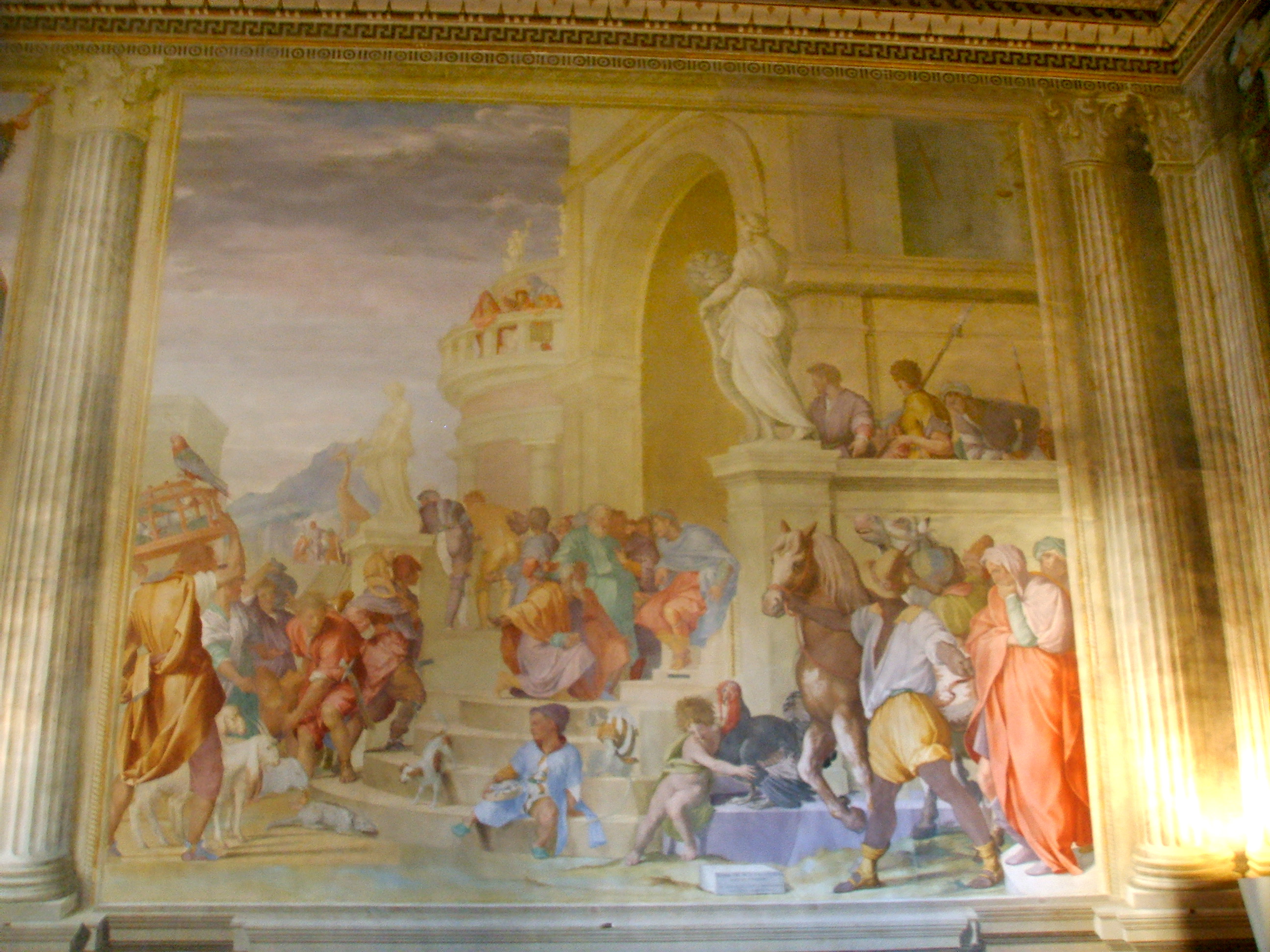
Syphax reçoit Scipion l'Africain. Fresque d'Alessandro Allori

En 1931, Charles-André Julien, ardent militant anticolonialiste, a attribué à Tite-Live (sans donner de référence précise) l'affirmation suivante : Massinissa proclamait que l'Afrique devait appartenir aux Africains. Cette formule de Julien allait bientôt devenir, auprès de ses compagnons de lutte de l' Étoile nord-africaine, le  slogan « l'Afrique aux Africains ! », répété plus tard, comme un « cri » qu'aurait lancé Massinissa (variante ultérieure : Syphax), dans d'innombrables publications de l'Algérie post-coloniale et de l'Afrique du Nord depuis les années 1960 jusqu'à nos jours. Or la phrase en question est absolument introuvable chez Tite-Live, qui non seulement n'a rien écrit de tel, mais encore s'attache à montrer le contraire, en présentant toujours Massinissa, à partir de son ralliement à Rome, comme un allié indéfectible et zélé, fidèle jusqu'à sa mort à ces Romains auxquels il devait son pouvoir. Que le sentiment imaginé par C.-A. Julien ait pu être celui d'autres autochtones moins compromis avec l'occupant romain n'est pas totalement impossible, mais relèverait de l'hypothèse indémontrable, et il serait vain de vouloir « sauver » ce slogan fictif, pure formule de propagande fabriquée pour les besoins de la cause et au mépris de la déontologie historique, en l'attribuant par exemple à Syphax lorsqu'il décida soudain de briser son alliance avec Rome et de s'allier à Carthage.
La raison pour laquelle Syphax décida de se séparer de Rome qui pourtant semblait avoir la main haute sur le conflit avec Carthage n'est toujours pas claire. Syphax, en stratège prévoyant, a peut-être compris que Rome finirait par vaincre Carthage avec le temps et qu'ensuite la menace romaine se tournerait vers la Numidie. Massinissa, l'unificateur de la Numidie qui a défait Syphax par la suite, s'était allié aux Romains, lui qui leur avait infligé de sévères défaites pourtant en Ibérie. La raison pour l'alliance de Massinissa aux Romains est double : d'une part les Carthaginois semblaient jouer un double jeu avec son royaume, en lui demandant de combattre les Romains contre de l'argent, tout en encourageant les troubles politiques dans son royaume. D'autre part la défection de Syphax finit par convaincre Massinissa de s'allier à son ennemi d'hier Rome.
L'alliance de Rome avec Massinissa provoque des changements profonds dans la région. Massinissa va de victoires en victoires, écrasant Syphax, unifiant la Numidie, affaiblissant Carthage avec l'aide de Rome, et finalement provoquant sa destruction ultime par Rome à la fin de son règne qui a duré plus d'un demi-siècle. Le premier ancêtre de l'état algérien moderne, celui de la Numidie unifiée de Massinissa, fut un tel succès sous son règne qu'à sa mort, Rome ne pouvait voir, et ne voyait plus qu'une seule menace sur les côtes africaines : cette même Numidie de Massinissa.

### Règne de Jugurtha

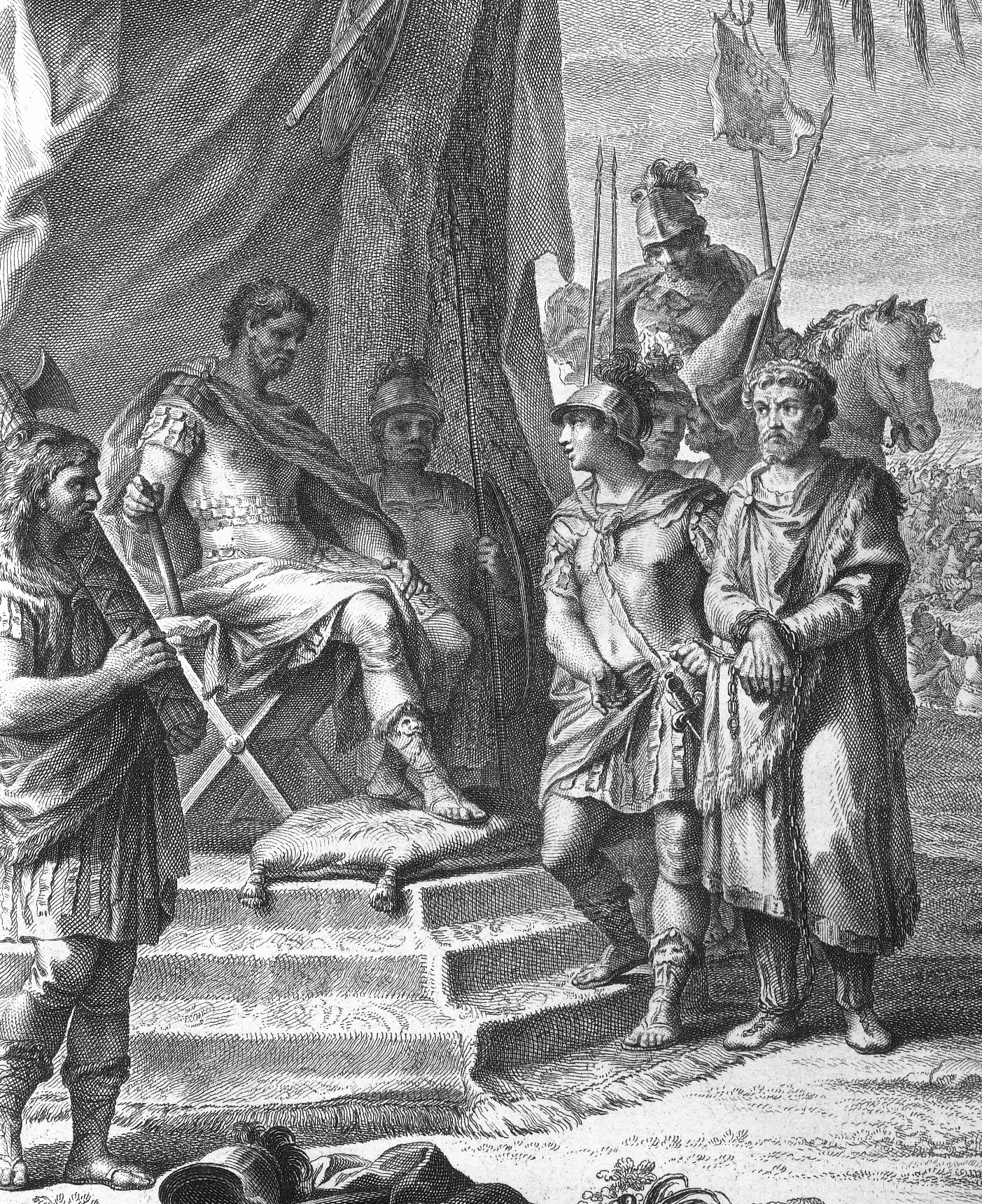
Jugurtha emprisonné par les Romains

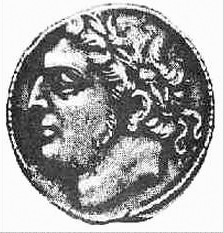
Pièce de monnaie à l'effigie de Jugurtha

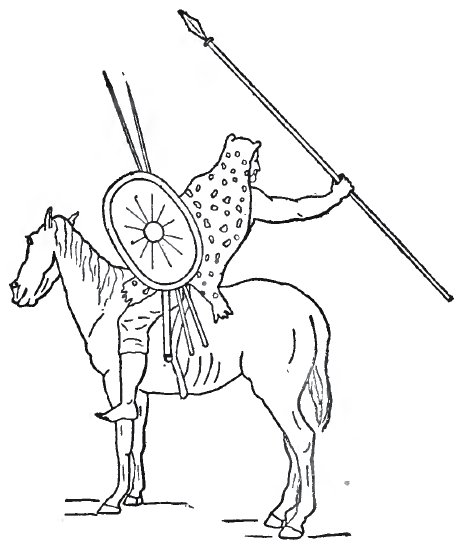
Représentation d'un cavalier numide

Ainsi après la mort du grand roi Massinissa, une crise de succession, vue d'un bon œil par Rome, se produit, qui place la Numidie dans des troubles politiques. Micipsa, fils de Massinissa assume le pouvoir brièvement, et fait envoyer le très populaire Jugurtha, petit-fils de Massinissa, comme représentant en Ibérie pour l'éloigner du pouvoir. Micipsa nomme Gulussa vice-roi et ministre de la guerre et Mastanabal vice-roi et ministre de la Justice. Après le bref règne de Micipsa, ses deux fils Adherbal et Hiempsal finissent par détruire tout le travail d'unification de Massinissa, en divisant la Numidie de nouveau en Numidie Orientale et Numidie Occidentale. La crise politique encore larvée à ce stade entre Rome et la Numidie, finit par devenir publique lorsque Jugurtha, le très populaire petit-fils de Massinissa revient en Numidie et se saisit du pouvoir par la force en 118 av. J.-C., en s'attaquant aux petits-fils de Massinissa (tuant Hiempsal, et expulsant Adherbal qui s'enfuit à Rome) pour réunifier la Numidie et la remettre sur le chemin de la stabilité et du développement.
Rome ne voit pas d'un bon œil cette réunification, et cherche des problèmes politiques à Jugurtha, en lui demandant de s'expliquer sur sa prise de pouvoir violente et l'expulsion d'Adherbal qui s'est réfugié chez eux. Selon Salluste, Jugurtha, au moment où, ayant fait assassiner à Rome son cousin Massiva et ayant reçu du Sénat, pour cette raison, l'ordre de quitter l'Italie, se serait écrié, en s'éloignant de la capitale : « Ville à vendre, et qui ne tardera pas à périr, si elle trouve un acheteur ! », flétrissant ainsi la corruption ambiante, dont il avait su si bien profiter. Jugurtha se résout à acheter un répit en corrompant à prix d'or des aristocrates romains. Rome accepte alors de le laisser régner, mais seulement à condition que la Numidie reste divisée. Elle lui offre la reconnaissance diplomatique sur la Numidie occidentale, à condition de remettre Adherbal sur le trône en Numidie Orientale. Jugurtha accepte dans un premier temps l'offre de Rome. Cependant, ses intentions de restaurer la Numidie unifiée et forte, à l'instar de celle que son grand-père avait construite, reste les mêmes. En 112 av. J.-C., il décide d'envahir la Numidie Orientale, réunifiant ainsi la Numidie. Au passage, il fait ou laisse exécuter plusieurs hommes d'affaires romains qu'il trouve sur place en Numidie Orientale. Le gouvernement Romain, furieux d'un tel développement, est sur le point de lui déclarer la guerre, lorsque Jugurtha réussit de nouveau à corrompre les responsables en place à Rome. Cela calme l'animosité envers lui à Rome, et même lui procure un traité de paix avantageux. Toutefois, quelque temps plus tard, et à la suite de quelques changements dans la balance du pouvoir à Rome, Jugurtha est convoqué à Rome pour s'expliquer sur la manière dont il aurait obtenu un traité de paix si suspect. Excédé, Jugurtha fait exécuter Adherbal en réponse, et la classe politique romaine se déchaîne alors, et finit par demander l'invasion de la Numidie. Rome envoie le consul Metellus en Numidie à la tête de plusieurs légions pour punir Jugurtha et le déposer. Jugurtha réussit, grâce à son intelligence et à son courage attestés, à résister durant des années, en combinant des manœuvres militaires face aux Romains et politiques avec son voisin de l'ouest, le roi Bocchus Ier de Maurétanie. L'adjoint du consul Metellus, Caius Marius, entrevoyant une opportunité, retourne à Rome pour se plaindre de l'inefficacité suspecte de son chef et demande à être élu consul à sa place, ce qu'il obtient. Gaius Marius envoie son questeur, Sylla (Lucius Cornelius Sulla), en mission en Maurétanie pour négocier l'aide de Bocchus Ier. Bocchus accepte alors de trahir Jugurtha, et aide les Romains à le faire tomber dans un guet-apens où il est capturé. Jugurtha est alors envoyé à la fameuse prison de Tullianum, et exécuté, tout de suite après la tradition du triomphe romain en 104 av. J.-C., à la prison de Tullianum.

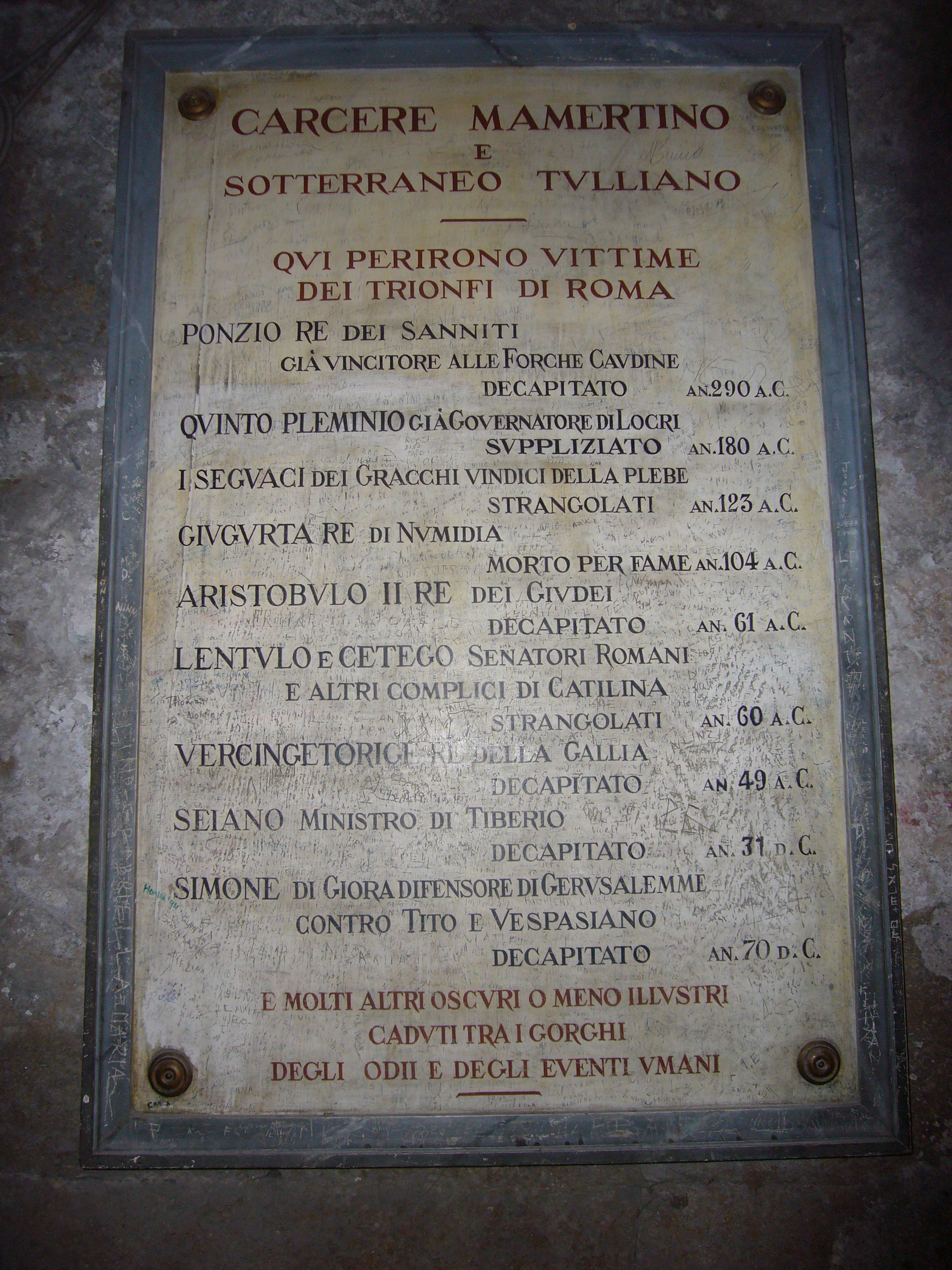
Le nom de Jugurtha figurant parmi les différents personnages ayant été détenus dans la prison Tullianum.

### Alliance des Gétules et des Romains
Les Gétules ont acquis une grande expérience dans la guerre, mais surtout une forte expérience dans l'art de négocier leur force mercenaire. C'est alors qu'en 107 av. J.-C. le roi Jugurtha des Numides, combattant contre l'armée romaine, fait à son tour appel aux services des Gétules. Les Gétules, avant d'accepter, proposent à Rome de faire mieux. Le consul Marius offre à ces derniers la promesse de leur livrer des terres numides ainsi que la citoyenneté romaine en échange de leur soutien. Les Gétules combattent ainsi aux côtés des Romains. En 103 av. J.-C., Jugurtha est vaincu. Les Gétules obtiennent alors la citoyenneté romaine en grand nombre, et de grandes propriétés terriennes, confisquées à l'État numide défait, aux côtés des soldats romains qui obtiennent chacun 252 hectares de terre. Rome, cherchant à profiter au maximum de cette opération, offre aux Gétules des terres numides en bordure de la Maurétanie pour consolider la frontière de sa nouvelle conquête.
La sédentarisation des Gétules sur les terres confisquées par les Romains n'est pas facilement acceptée par les populations numides défaites. Les Gétules continuent de soutenir les Romains pendant près d'un siècle pour écraser les révoltes populaires, allant jusqu'à participer en 19 av. J.-C. à la répression d'une révolte aux côtés de Lucius Cornelius Balbus Minor. Cette révolte déclenchée à une échelle impressionnante a enflammé toute l'Afrique du Nord, de la Maurétanie à la Cyrénaïque (actuelle Libye) en passant par les territoires garamantes au Sahara et numides dans le nord, mais Balbus et ses alliés Gétules réussissent à l'écraser. Après un siècle de sédentarisation, la cavalerie gétule finit par disparaître, et l'identité gétule avec elle. La distribution des terres a éparpillé les Gétules parmi les Numides, et Rome a ainsi réussi sa politique d'assimilation des nomades, désormais agriculteurs et éleveurs fournisseurs des colonies romaines. À partir de l'an 250 apr. J.-C. environ, plus aucune référence n'existe au sujet de la culture et du peuple gétules.

### Colonisation et découpage du territoire

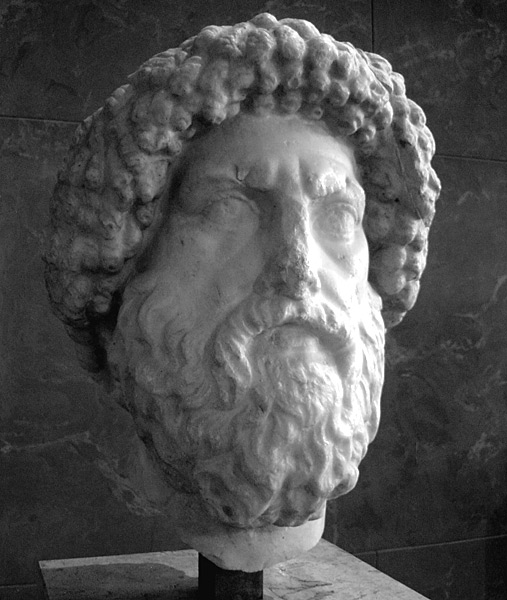
Buste de Juba Ier.

Après l'exécution de Jugurtha, la Numidie occidentale est offerte à Bocchus, pour être rajoutée à son royaume de Maurétanie, tandis que la Numidie orientale est gouvernée encore quelque temps par des princes Numides soumis à Rome. Le roi Gauda, demi-frère de Jugurtha, est placé sur le trône pour succéder en premier à Jugurtha. Il règne de 106 à 88 av. J.-C.Son fils, le roi Hiempsal II, est placé sur le trône et règne de 88 à 60 av. J.-C. Juba Ier arrive au pouvoir à l'âge de 25 ans, après une éducation dans le style romain. L'arrivée de Juba Ier au pouvoir signifie un retour à la ligne royale légitime de Massinissa, puisqu'il est l'arrière-petit-fils de Massinissa et fils du roi Hiempsal, lui-même fils légitime de Massinissa et assassiné par Jugurtha. Juba Ier, descendant direct de Massinissa, est ainsi placé sur le trône en 60 av. J.-C. pour succéder à Hiempsal II. Lors d'une visite à Rome, en 64 av. J.-C., Jules César qui ne porte pas de barbe, l'insulte publiquement tout en tirant sur la sienne.
L'engagement des rois numides dans la vie politique romaine en fait des acteurs important lors des guerres civiles en même temps que leur territoire est l'objet de convoitise. En 50 av. J.-C. Curion le jeune, alors tribun de la plèbe, propose, sans succès, d'annexer l'État de Juba Ier, dynaste proche de Pompée. Orateur réputé, Curion, issu d'une famille noble et riche dont le père et le grand-père ont été des personnages importants, se ruine pour honorer leur mémoire, et fait construire le premier amphithéâtre de Rome en l'honneur de son père, où il célèbre plusieurs jeux. À cette époque Curion est un soutien actif de César, qui le récompense en effaçant ses dettes. Une fois la guerre civile déclenchée contre Pompée, et Curion est un des derniers à tenter une conciliation. Curion est envoyé contre les troupes de Pompée en Sicile, puis dans la province d'Afrique. Après des opérations réussies en Sicile, Curion passe en Afrique et remporte des victoires contre les Pompéiens, mais il doit lever le siège d'Utique quand Juba Ier vient aider les Pompéiens de Varus qui y sont enfermés. Les troupes de Juba, menées par son général Saburra, utilisent un stratagème face aux Romains, en laissant croire qu'une partie d'entre elles sont forcées de partir lutter ailleurs, pour défendre leur royaume contre une autre attaque. Surpris et débordés les soldats de Curion sont écrasés et Curion est tué au combat.

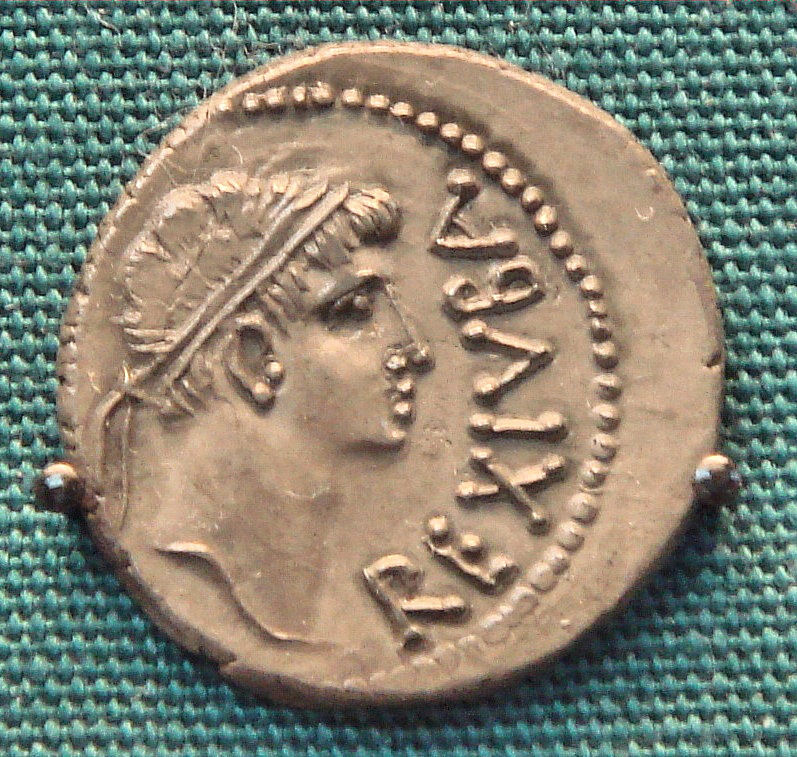
Pièce de monnaie à l'effigie de Juba II.

Juba Ier en est récompensé symboliquement par Pompée, par la reconnaissance de son titre de roi. Après la mort de Pompée en 46 av. J.-C., Juba Ier continue sa participation militaire au côté des pompéiens dans la lutte contre les légions de César. À la bataille de Thapsus en  46 av. J.-C., Jules César émerge en vainqueur, ses adversaires et Juba I sont poussés à la retraite. Juba Ier de retour en Numidie, se suicide avec l'aide de son esclave quelques jours plus tard, et la Numidie devient la province romaine de l'Africa Nova pendant 16 ans.

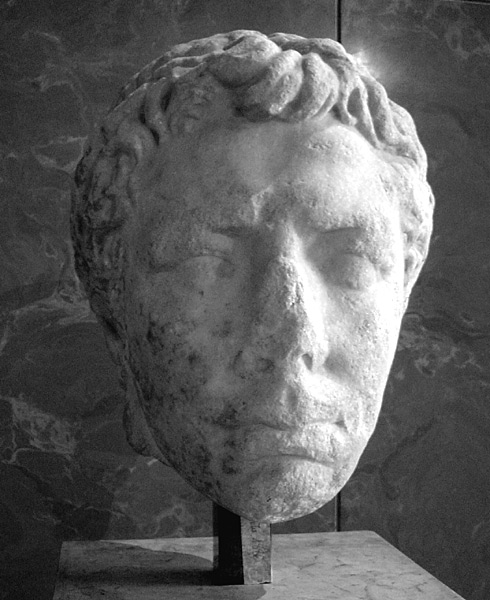
Buste de Juba II.

Le fils de Juba Ier, prénommé Juba II, est emmené à Rome, où il reçoit une éducation très poussée, qui lui permet de maîtriser parfaitement plusieurs langues. Il épouse par la suite Cléopâtre Selênê elle aussi retenue à Rome. Cléopâtre Selênê est la fille de Cléopâtre VII d'Égypte et de Marc Antoine, général et ami de Jules César. En 30 av. J.-C., Auguste dissout la province d'Africa Nova, et place le fils de Juba Ier sur le trône sous le nom de souverain de Juba II, en espérant obtenir une nouvelle coopération entre la Numidie et Rome. Juba II gouverne avec sa femme Cléopâtre Selênê la Numidie orientale ainsi durant cinq ans. Toutefois étant trop romain pour les Numides, Juba II abdique face à des troubles politiques grandissants et quitte la Numidie avec sa femme, mettant fin ainsi à la dynastie numide, après plus de deux siècles de règne. La Numidie orientale revient alors à son statut de province romaine sous le nom d'Africa Nova. Juba II est alors placé sur le trône de la Maurétanie, qui conserve les territoires de la Numidie occidentale et il y règne jusqu'en l'an 23. 

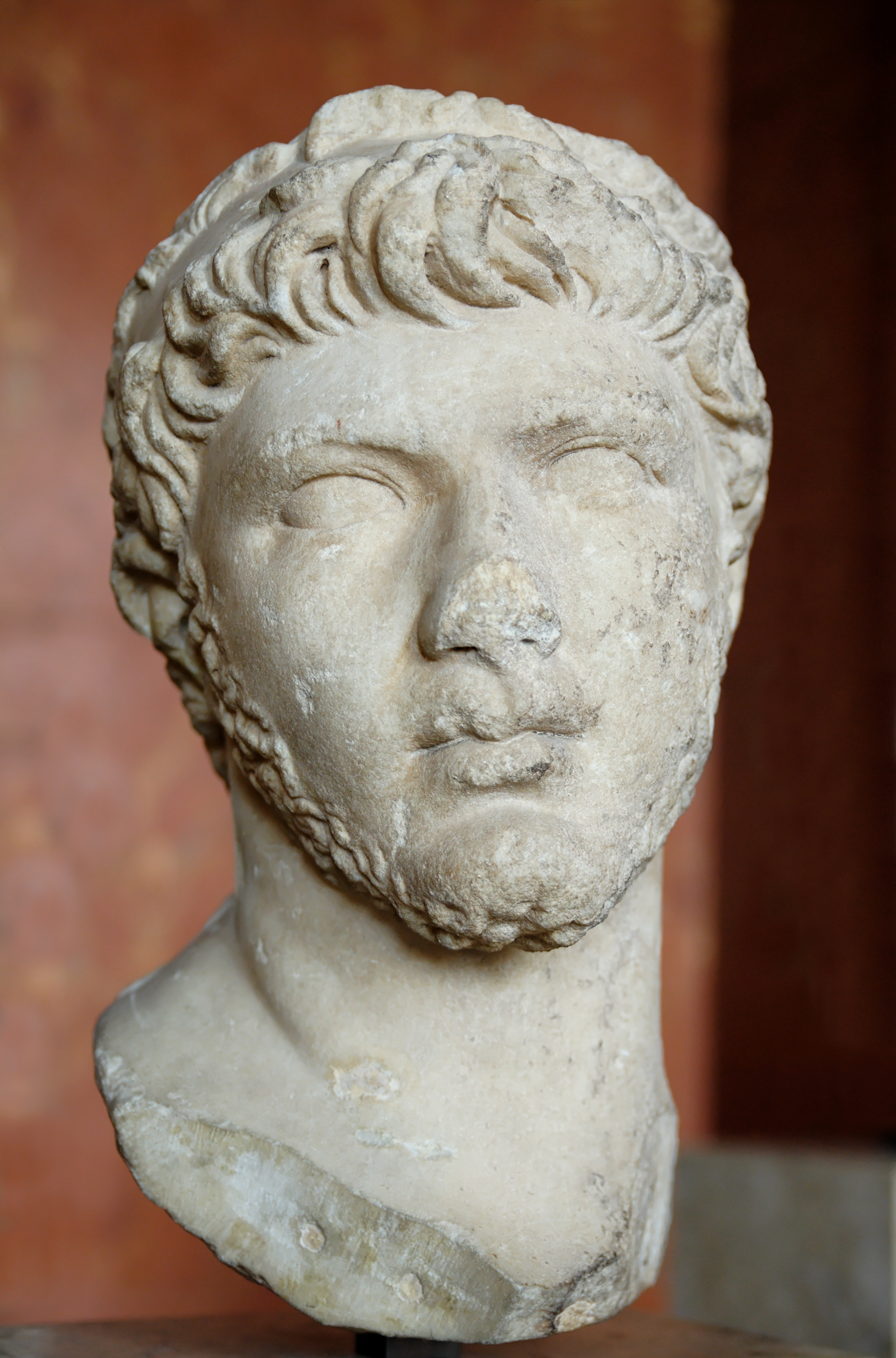
Buste de Ptolémée.

Son fils Ptolémée de Maurétanie lui succède au trône jusqu'en l'an 40, à la suite de quoi l'empereur Caligula le fait assassiner après avoir décidé de faire de la Maurétanie une province romaine.
Caligula sépare alors la Numidie occidentale de la Maurétanie et fait de la Numidie occidentale la province de Maurétanie césarienne qui s'étend de la Kabylie aux environs de l'actuelle frontière marocaine (rivière Moulouya), tandis que la Maurétanie devient la province de la Maurétanie tingitane.
Vers le début du premier siècle, les Maghraouas auraient été très nombreux dans les environs d'Icosium (Alger)et Ptolémée de Maurétanie devait les contenir.Ptolémée de Maurétanie, fait  transférer une partie des Maghraoua vers le chlef.

## Période romaine (-25 à 430)

Localisation des cités de l'Afrique romaine: Portus Magnus, Pomaria, Icosium, Cirta

L'interprétation historique de la conquête romaine en Afrique, et plus particulièrement sur le territoire de l'actuelle Algérie, est un sujet historique qui fut très controversé. Les premières fouilles archéologiques modernes en Algérie ont en effet été menées par des fonctionnaires et militaires français après 1830 : en prétendant se placer en héritière des Romains, la puissance coloniale française cherche alors à légitimer sa conquête. Aussi pendant très longtemps l'histoire de la conquête romaine a été écrite sur le modèle de la colonisation française. La décolonisation et l'indépendance en 1962 ont permis un tournant historiographique important, marqué par la publication en 1976 du livre de Marcel Bénabou sur la Résistance africaine à la romanisation. Dans l'important débat historiographique suivant cette publication, des prises de position importantes eurent lieu. Si, pour Marcel Bénabou, les Africains ont bien opposé une résistance à la romanisation, Yvon Thébert insiste sur les différences entre la colonisation romaine et la colonisation contemporaine : Rome s'appuie sur l'intégration des aristocraties locales, les Numides ne doivent pas être vus uniquement comme des vaincus, mais aussi comme les membres actifs d'une intégration à ce qui représente alors le modèle politique dominant, et qui leur est déjà familier puisque dès avant l'arrivée des Romains, les aristocrates numides connaissent bien la culture hellénique. D'autre part, dès la conquête, a commencé un profond brassage humain entre les immigrants venus d'Italie, les vétérans des légions qui ont combattu au moment des guerres civiles notamment, et la population indigène, qui donne à l'Afrique romaine sa physionomie si riche et si particulière. La conquête romaine ne doit donc pas tant être vue comme l'affrontement de deux peuples que comme la résultante des tensions politiques internes des peuples intégrés à l'empire.
Selon l'historien algérien M. Kaddache (L'Algérie dans l'Antiquité), l'exploitation romaine a eu pour effet de disloquer la société berbère et de faire régresser son niveau de vie. Ce propos est à nuancer, car l'Afrique romaine n'a presque rien à voir avec une colonie au sens moderne du terme. Les expéditions militaires ont été sans rapport avec la sanglante conquête de l'Algérie entreprise deux mille ans plus tard, et les quelques milliers de colons italiens, dont de nombreux vétérans, se sont assimilés aux autochtones en une ou deux générations, via le mariage (demeuré impensable dans l'Algérie française), devenant des Romano-Africains. Le clivage entre riches et pauvres est alors une barrière bien plus importante que celle entre immigrants d'origine et autochtones. Le contraste est en effet souvent fort entre la munificence des villes, opulentes et romanisées, et le pays profond, dont les communautés tribales vivent à distance de la romanisation.
Les Gétules, qui forment la majorité de la population algérienne à l'arrivée des Romains en l'an –25, sont encore de tradition nomade, depuis des millénaires. Devenus des guerriers mercenaires depuis le IIe siècle av. J.-C., après avoir offert leurs services aux Carthaginois, à leurs cousins numides et finalement aux Romains, sont amenés par les Romains à se sédentariser, tandis que les sédentaires Numides sont en partie expropriés. Le stratagème utilisé par Rome, ingénieux pour reformer la région, peut être résumé en trois étapes .

### Sous Auguste (–25 à 25)

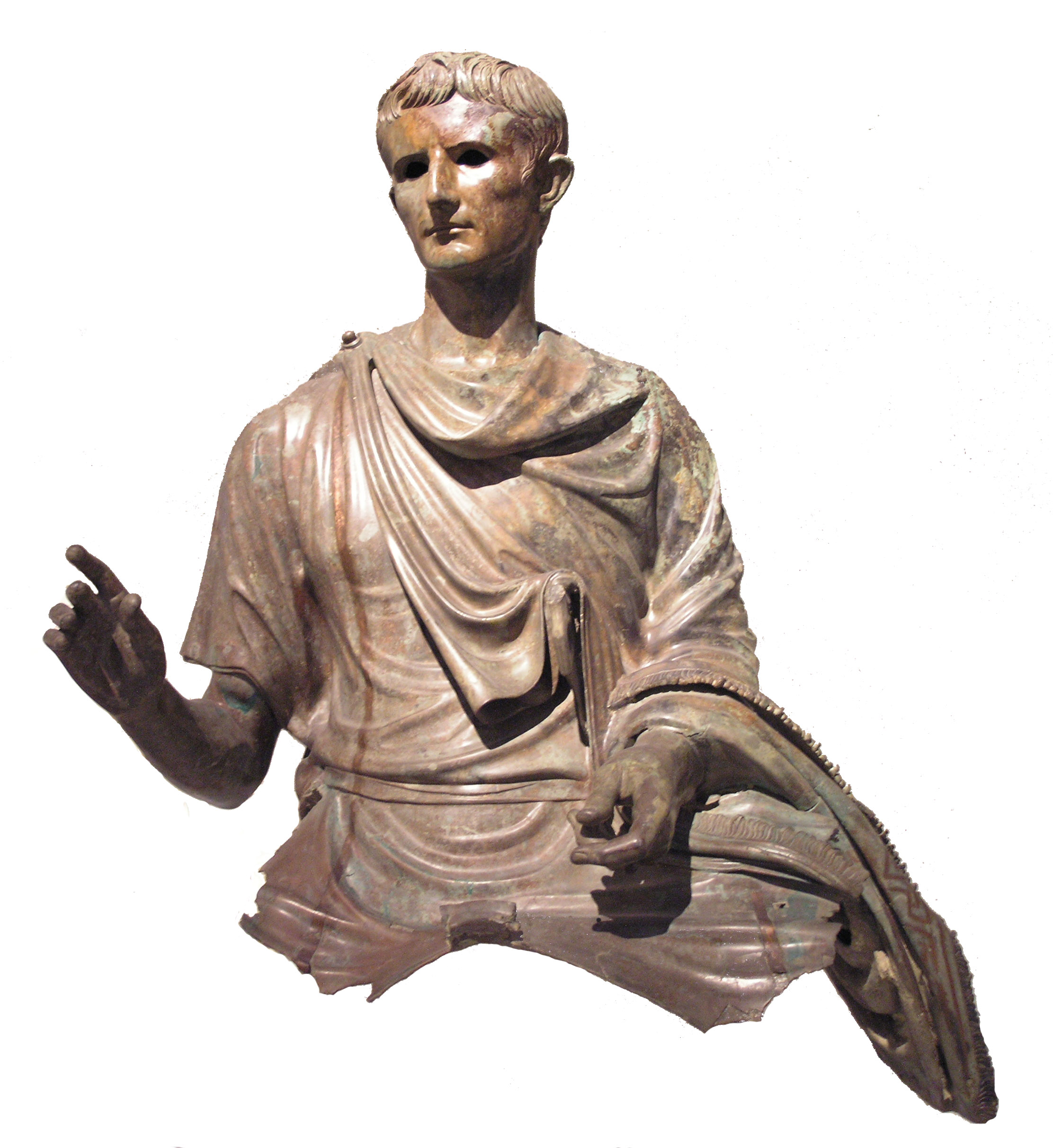
Statue équestre (fragmentaire) d'Octavien Auguste

Durant le premier demi-siècle de l'occupation romaine en Algérie, l'effort romain consiste à briser l'organisation sociale[réf. nécessaire] dans la région,. En effet les Gétules, jusque-là des nomades et ce depuis des millénaires, ont accepté, près d'un siècle auparavant déjà, de combattre aux côtés des Romains contre le roi numide Jugurtha, dès 118 av. J.-C. En échange de leur participation importante dans la victoire obtenue par les légions romaines contre Jugurtha, ils se sont vu attribuer des dizaines d'hectares de terre[réf. nécessaire], pris aux Numides, ainsi que la citoyenneté romaine. La propriété terrienne chez les Numides était un point nodal du fonctionnement de leur société, et la célèbre maxime « l'Afrique aux Africains » prononcée par le roi numide Massinissa (par le roi Syphax selon certains historiens) plus de deux siècles auparavant, signifie avant tout que « la propriété terrienne africaine doit appartenir aux Africains »… particulièrement dans son royaume numide. Taferka (l'Afrique) désigne la propriété de la terre chez les Berbères Numides et Aferkiw (les Africains) désigne le propriétaire terrien. Ainsi, en divisant pour régner, et en échangeant[réf. nécessaire] les rôles des sédentaires et des nomades dans le pays, Rome brise le tissu social berbère en Numidie pour mieux soumettre les habitants. Durant la même période, les villes numides, comme Cirta (Constantine), la capitale, sont investies par des colons romains, ainsi à Cirta et dans les villes voisines beaucoup des anciens mercenaires de Sittius s'installent.
La réforme sociale[réf. nécessaire] du pays par l'occupation romaine a diverses conséquences. Durant ce premier demi-siècle, entre l'an –25 et 25, les populations numides expropriées[réf. nécessaire] ne se résolvent pas à leur sort facilement, n'ayant pas beaucoup d'alternatives. Plusieurs révoltes éclatent. Les Romains, dont le nombre de troupes est inférieur a 20 000, exigent alors des Gétules de former le gros des forces, pour écraser, sous commandement romain, ces révoltes. Les Gétules acceptent de lutter pour les Romains à partir de cette période, donc sans contrepartie, c'est-à-dire en abandonnant leur pratique du mercenariat, car ils ont désormais leurs propriétés terriennes à défendre, et donc leur statut social. Dès 19 av. J.-C., Balbus, appuyé par une armée de Gétules, écrase une révolte, avant que Dolabella ne fasse de même avec l'appui Gétule encore une fois, lorsqu'une révolte dirigée par Tacfarinas éclate en l'an 17. Tacfarinas, un descendant de propriétaire terrien numide exproprié[réf. nécessaire], a, au début de sa vie active, tenté de survivre avec des petits emplois obtenus aux alentours des nouvelles villes romaines[réf. nécessaire]. Il finit par s'engager comme auxiliaire dans l'armée romaine, avant de devenir vraisemblablement excédé par la maigre solde et le traitement discriminatoire subi par les Numides[réf. nécessaire]. Il déserte alors l'armée, et se transforme en chef de bande et pillard, se révoltant ainsi contre l'ordre colonial. Au bout de quelques années, son exemple et ses méthodes sont une telle réussite qu'il parvient à fédérer des tribus numides Musulames, des tribus Maures ainsi que les cinithiens, et déclenche une révolte générale contre les Romains. Les Gétules encore une fois sont appelés à écraser celle-ci, mais à cette époque Rome a déjà annexé, ou transformé en État vassal, toute la côte du Maghreb jusqu'à Syrte (en Libye). Ainsi la révolte de Tacfarinas se propage dans tout le Maghreb, et huit années sont nécessaires aux Romains et à leurs alliés Gétules pour l'écraser.
La révolte est si populaire que même les Garamantes du Sahara viennent soutenir Tacfarinas, et plusieurs Gétules font défection et rejoignent les forces de ce dernier. La raison pour la défection de ces Gétules est qu'à chaque fois qu'ils sont appelés à la guerre ils laissent derrière eux leurs fermes, qui ne produisent plus autant, et ils se retrouvent alors privés de revenus pour payer leurs impôts. Certains finissent par crouler sous les dettes et doivent vendre une partie ou toute leur exploitation. Cette pratique constante de la guerre et son coût mènenet certains Gétules à rejoindre le camp de Tacfarinas. Toutefois la majorité des Gétules peuvent maintenir leur affaires profitables, grâce notamment à des relaxes d'imposition de la part de l'administration romaine, qui comprend rapidement la nécessité d'une telle mesure, ce qui fait pencher la balance du côté de Rome qui écrase finalement la révolte de Tacfarinas avec l'aide des Gétules en l'an 24.

### De l'an 25 à l'an 100

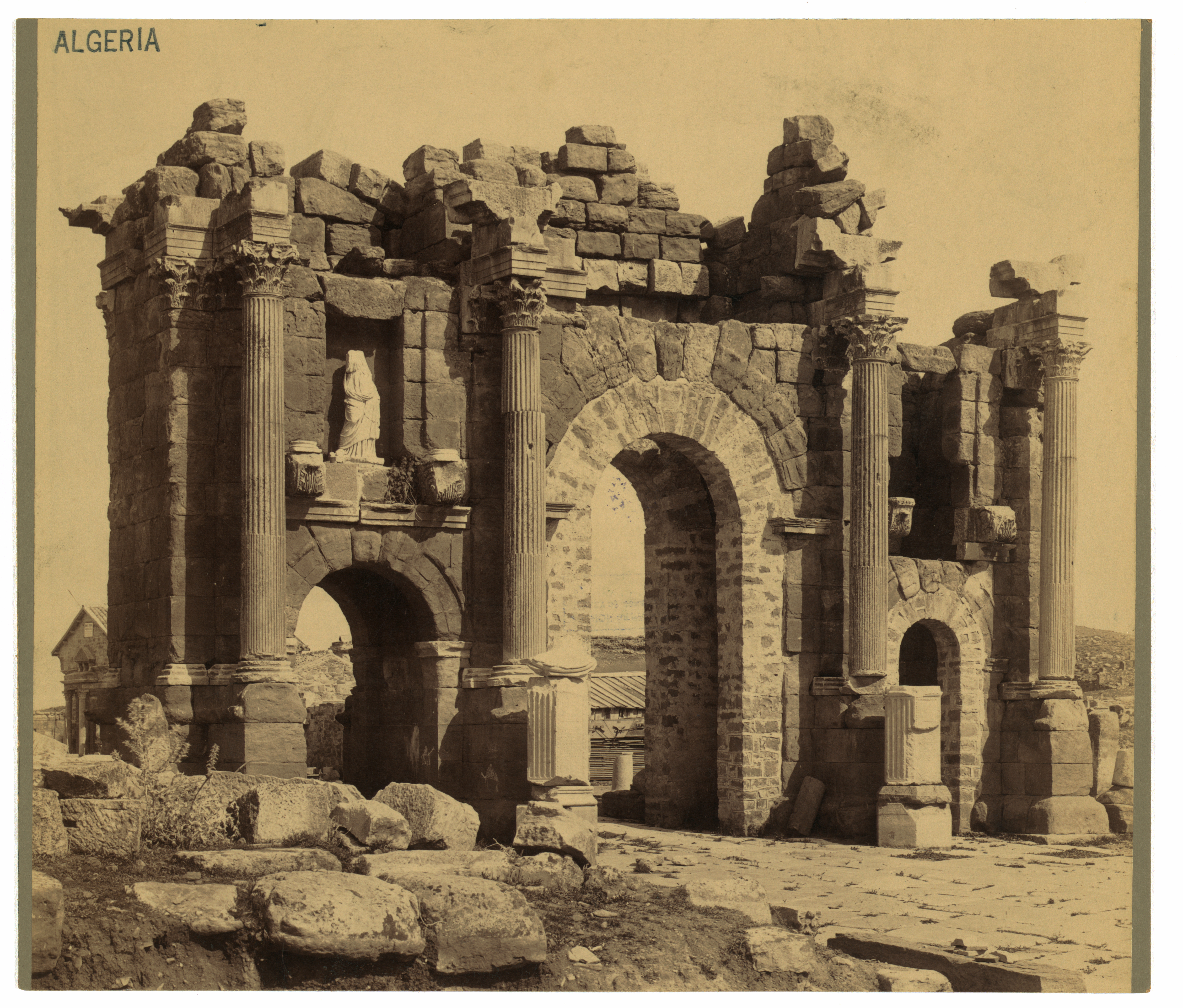
Arche romaine de Trajan à Timgad

Les multiples révoltes[réf. nécessaire] qui suivent ainsi la dislocation de la société locale[réf. nécessaire] par les Romains les pousse à enclencher une deuxième étape pour affermir leur présence en Numidie et stabiliser leur nouvelle colonie. Cette deuxième étape, qui s'étend sur 75 ans, consiste à procurer une alternative à la servitude et à la famine qui se profile à l'horizon pour les dizaines de milliers de citoyens numides expropriés de leurs terres et disposés à la révolte. Rome encourage désormais les vétérans de ses légions sur place à occuper les anciens emplacements des villes numides détruites telles qu'Icosium (Alger) ou Cirta (Constantine), et de les reconstruire dans le style romain, tout en fondant de nouveaux postes militaires, destinés à devenir des villes, comme Sitifus (Sétif) ou Timgad (dont il ne subsiste aujourd'hui que de magnifiques ruines). Les gouverneurs romains n'ont pas l'intention de se limiter à construire des casernes pour l'armée après avoir rasé[réf. nécessaire] les villes numides, mais comptent bien ériger des villes complètes, équipées de temples, d'amphithéâtres, etc. Entre l'an 40 et l'an 90, plusieurs nouvelles villes romaines sont construites telles que Thamugadi (Timgad), Sitifus (Sétif), ou même reconstruites sur l'emplacement des anciennes villes numides telles que Tipaza (l'ancienne Tafza numide), Icosium (Alger), Caesarea, Cirta (future Constantine), Hippo Regius (Annaba), etc. Les ruines romaines à travers l'Algérie qui survivent jusqu'à aujourd'hui en témoignent encore, comme c'est le cas à Tipaza où presque toute la ville est conservée et où l'amphithéâtre semble demeurer intact.
Pour construire ces villes, les peupler, et romaniser la population locale, les Romains accueillent volontairement sur leurs chantiers, puis au sein de leurs villes, les vagues de citoyens numides descendants pour la plupart de leurs parents expropriés[réf. nécessaire] et dès lors voués au nomadisme depuis, nouveauté pour eux, qui les propulse soudainement dans la pauvreté extrême, la famine ou sinon le pillage et la révolte. L'Algérie connaît alors son premier exode rural[réf. nécessaire], et ces villes deviennent rapidement des centres de commerce et de culture. Les terres intérieures alors sous contrôle Gétule se retrouvent alors rattachées aux villes peuplées de Numides par le commerce, et par extension au marché des diverses provinces de l'Empire romain. Pour solidifier et protéger cette nouvelle configuration du pays, les Romains engagent alors la construction d'une frontière fortifiée (voir systèmes défensifs de l'Afrique romaine, limes, castellum, fortin militaire), en établissant plusieurs postes (ou camps romains), au sud de la Numidie, contournant les Aurès et le pays des Nemenchas, avec les forts de Vescera (actuelle Biskra), Ad Majores (Hensir Beseriani), Castellum Dimmidi (Messaad). Le but de ces forts est de prémunir la province contre d'éventuelles attaques des Garamantes, pour protéger la stabilité et la prospérité retrouvée des territoires numides au moment où les Garamantes subissaient les assauts coloniaux de Rome.

### De l'an 100 à l'an 235
Avec une nouvelle configuration sociale solidement ancrée, et un nouveau dispositif commercial ouvrant à la Numidie les marchés de l'Empire romain, la troisième étape du stratagème de colonisation romaine vient toute seule : le développement économique et de l'industrialisation, durant 135 années. En effet, face à la demande toujours croissante en produits agricoles de tous genres de la part des villes romaines en Numidie, les propriétaires terriens gétules et romains disposent d'une main-d'œuvre expropriée, ainsi que de propriétés terriennes de grande taille et fertiles. Bien qu'une grande partie de la population numide choisit de se diriger vers les villes, plusieurs dizaines de milliers d'autres Numides choisissent de rester sur les fermes qui ont appartenu à leurs parents, comme serviteurs des nouveaux propriétaires Gétules et Romains. Ainsi, sur des terres d'une fertilité remarquable, les nouveaux propriétaires terriens peuvent se permettre de proposer des prix extrêmement compétitifs sur le marché de l'Empire romain grâce à cette fertilité mais aussi à une main d'œuvre abondante et peu coûteuse. Une fois les nouvelles villes romaines construites, les vétérans romains et les nouveaux citadins numides qui s'y établissent se chargent à leur tour de consommer les produits de l'intérieur de la région et d'importer des produits manufacturés tels que des outils agricoles pour les campagnes nord-africaines.
Le décollage économique provient surtout de l'exportation de l'excès de production agricole, proposé à bas prix, vers l'étranger. Après un siècle d'occupation romaine, un réseau routier est constitué, un système défensif est établi, puis renforcé dans les années 190-210 par une seconde rocade, avec garnisons de soldats auxiliaires, création de bourgs ruraux, bourgades, villes, cités (Altava, Pomaria, Numerus Syrorum...). La plupart des villes romaines sont érigées. Après deux siècles, l'Algérie de l'époque finit par obtenir le titre de « grenier de Rome » tant ses exportations de blé sont impressionnantes en quantité (jusqu'à dix millions de quintaux de blé par an) et en prix. La production se diversifie progressivement, incluant le cuir, les olives, les figues... Un début d'industrie se met en place vers la deuxième moitié du deuxième siècle avec une production d'huile d'olive, de vin, etc., toujours croissante.
En l'an 175, la Numidie, après deux siècles d'occupation romaine qui a fait couler beaucoup de sang, est néanmoins devenue une province prospère, relativement urbanisée, et où la population berbère s'est en grande partie intégrée. Les noms au moins sont romanisés. Les Gétules sont intégrés très tôt dans l'Empire, et une grande partie des Numides deviennent citadins et s'intégrent également tout aussi bien. Cela se fait bien sûr au détriment des cultures berbères des Gétules et des Numides, la région connaissant une romanisation profonde de la population. En contrepartie, cela permet aux Berbères de s'unifier, aux différences Numides-Gétules de s'estomper et aux Berbères romanisés d'accéder aux plus hautes fonctions de l'État romain. Ainsi, par exemple, l'un d'entre eux, provenant d'une riche famille berbère citadine de Ceasarea (Cherchell), de la classe sociale des Équestres (Chevaliers) accède aux plus hautes fonctions de l'Empire. En effet, Amokrane, un Berbère romanisé devient Empereur romain en l'an 217 sous le nom de Marcus Opellius Macrinus.

### Le temps des troubles (de l'an 235 à l'an 395)

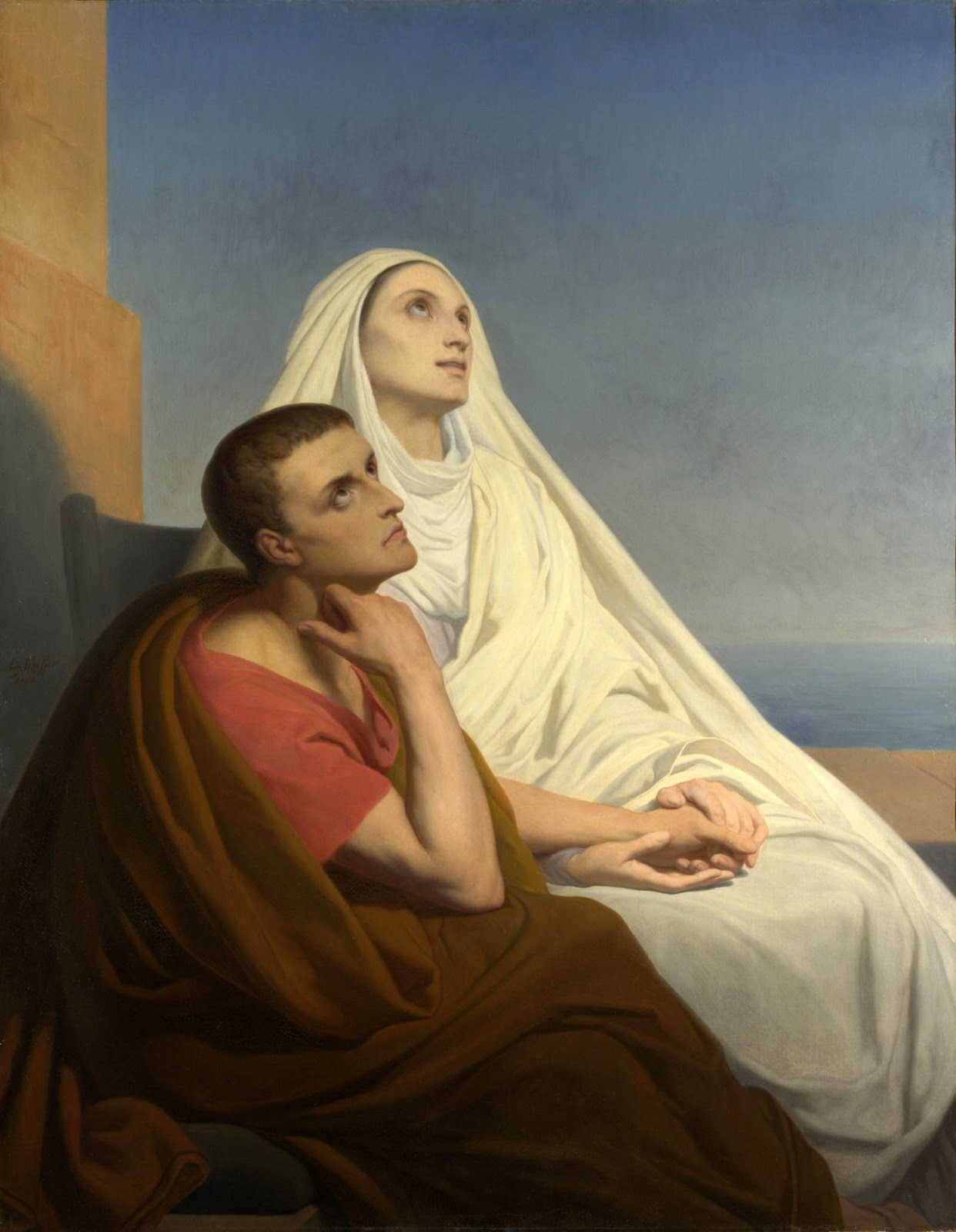
Saint Augustin et sainte Monique

Cependant, des troubles politiques éclatent au plus haut niveau politique de l'Empire romain vers l'an 235, et mettent un frein à la croissance économique[réf. nécessaire] de Rome, ce qui frappe l'économie de la Numidie de plein fouet[réf. nécessaire]. Les villes s'arrêtent alors de croître et les campagnes n'arrivent plus à écouler leur production, et bientôt le pays se retrouve dans un déclin, tout comme Rome elle-même[réf. nécessaire]. En l'an 238 les propriétaires Gétules se plaignent de l'imposition fiscale élevée dans cette atmosphère de régression économique, mais leur plainte ne reçoit pas de réponses favorables.
Alors que rien n'est fait pour remédier aux troubles politiques et à la crise économique qui s'installe dans le temps, plusieurs petites rébellions se déclenchent entre 253 et 288, tant en Numidie qu'en Maurétanie voisine. La Legio III Augusta, dissoute en 248, est rétablie en 254. Pendant cette période, une nouvelle religion arrive de Rome. Le christianisme fait son entrée en l'an 256, et durant le siècle suivant, dans une atmosphère de déclin grandissant, les populations des villes côtières algériennes, ainsi qu'une minorité de la population dans les campagnes se convertissent à la nouvelle religion.
En 313, avec les crises politiques et économiques romaines qui s'éternisent, la nouvelle religion devient une arme qui sert d'alibi religieux à une nouvelle révolte, encore une fois maghrébine. Mais cette fois la révolte est religieuse et politique. En effet, le culte donatiste se développe en Algérie et en Tunisie comme une défiance politique à Rome. Les donatistes refusant d'accepter l'autorité religieuse de l'Empereur, et exigeant la séparation de l'État et de la religion, finissent par déclarer l'empereur comme étant le diable en personne, à l'opposé de Jésus qu'ils considèrent être Dieu et ils rejettent le rite catholique à partir de là. L'empereur envoie alors ses troupes pour les réduire au silence, dans ce qui est la première persécution de chrétiens contre des chrétiens. La répression contribue à accroître le soutien populaire des donatistes chez le peuple et en 321 les légions romaines venues réprimer les donatistes se retirent.
Toutefois vers l'an 340, l'idéologie donatiste donne naissance à une secte populaire, celles des circumcellions, littéralement ceux qui encerclent les fermes. Comme le culte donatiste célèbre les vertus du martyre, les Circumcellions deviennent des extrémistes qui ne considèrent que le martyre comme étant la véritable vertu chrétienne et laissent de côté toutes les autres valeurs de leur religion telles que l'humilité, la charité, etc. Les circumcellions, ou circoncellions (travailleurs saisonniers et/ou journaliers) se mettent alors à se munir de matraques de bois, refusant de porter des armes en fer, alléguant que Jésus a dit à Pierre de poser son épée selon la tradition chrétienne. Ainsi, munis de leur matraques, ils se mettent à attaquer les voyageurs sur les routes du pays, puis à se diriger sur les fermes des propriétaires terriens, à les encercler et les attaquer. Le but des circoncellions est de mourir au combat en martyr, en espérant que leurs attaques violentes munis de matraques de bois seulement pousseraient leurs ennemis à riposter avec des armes plus sophistiquées et à les envoyer ainsi au paradis. Ces extrémistes tuent, violent, volent plusieurs propriétaires terriens et leurs familles, ainsi que les voyageurs, et lorsqu'ils n'arrivent pas à se faire tuer, ils finissent par se suicider en essayant de sauter du haut d'une falaise, ce qui accélère leur mort. La secte des circumcellions violemment réprimée disparaît vers le IVe siècle. Ce dérapage du culte donatiste a pour conséquence de noircir encore plus leur réputation à Rome.

### De l'an 395 à l'an 430

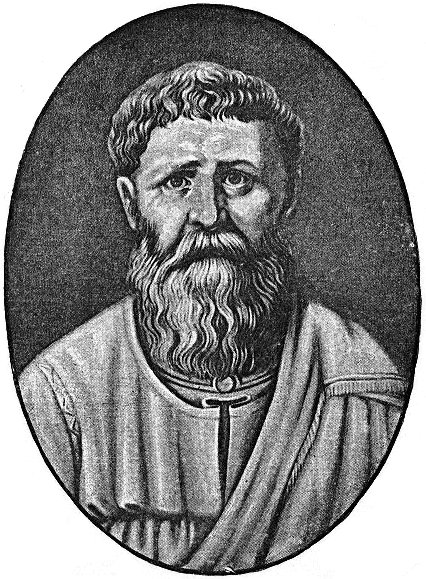
Saint Augustin

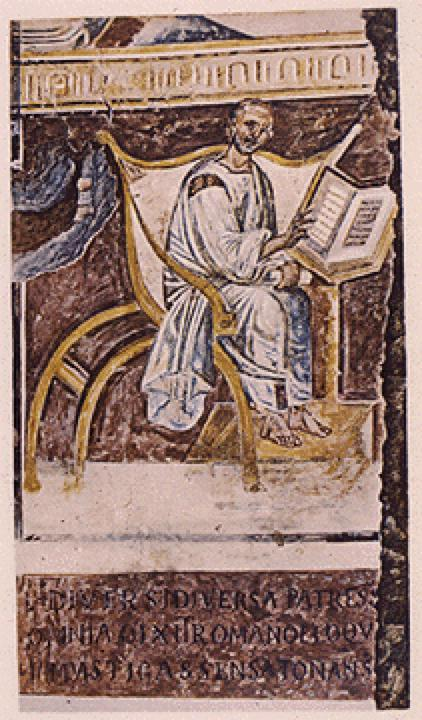
Portrait du philosophe et théologien saint Augustin

En 395, l'empire se divise en deux, et l'Afrique du Nord semble abandonnée à son sort, avec les révoltes de Firmus (370-375), Gildon (397-398), puis Héraclien (413), qui entraînent une rupture d'approvisionnement de blé en Italie.
Les donatistes reprennent leur tentative de dominer la scène politique et religieuse. Finalement excédé, l'empereur de Rome les déclare en l'an 409, hérétiques et leur réclame de restituer toutes les églises en leur possession en Afrique du Nord. Il envoie plusieurs légions, qui sont d'une férocité terrible envers les responsables religieux du culte, et parfois même envers les membres de cette hérésie parmi le peuple. Saint Augustin, alors évêque catholique d'Annaba, essaie de calmer la colère de l'administration romaine, en plaidant pour un traitement plus humain des donatistes. Cela ne sert pas à grand chose, et les donatistes disparaissent presque complètement, seule une minuscule communauté survivant dans la clandestinité jusqu'au VIe siècle. Quelques années plus tard en 430, tout l'Empire romain se retire de l'Algérie sous la pression des Vandales qui envahissent le pays. Le 28 août 430, saint Augustin, l'un des derniers symboles de l'intégration de la population au sein de l'Empire romain, trouve la mort durant le siège d'Annaba par les Vandales qui ont envahi le pays.
Mais le bilan de la présence romaine, que ne restaurent que très partiellement les Byzantins lorsqu'ils conquièrent l'Afrique à partir de 533, est très largement positif : Rome y a bien donné naissance à une civilisation originale.

## Domination Vandale (430-533)
L'histoire des Vandales est celle d'une coalition de peuples germaniques venus des rives de la mer Baltique, qui, après avoir traversé la péninsule Ibérique où ils ont laissé leur nom à l'Andalousie, ont rejoint l'actuelle Algérie où ils ont établi leur capitale à Béjaïa en petite Kabylie. Lorsque leur État disparaît après un siècle d'existence, les Vandales étaient en voie d'intégration à la population autochtone, berbère plus ou moins romanisée et christianisée.

### Les Vandales en Afrique du Nord (430-477)

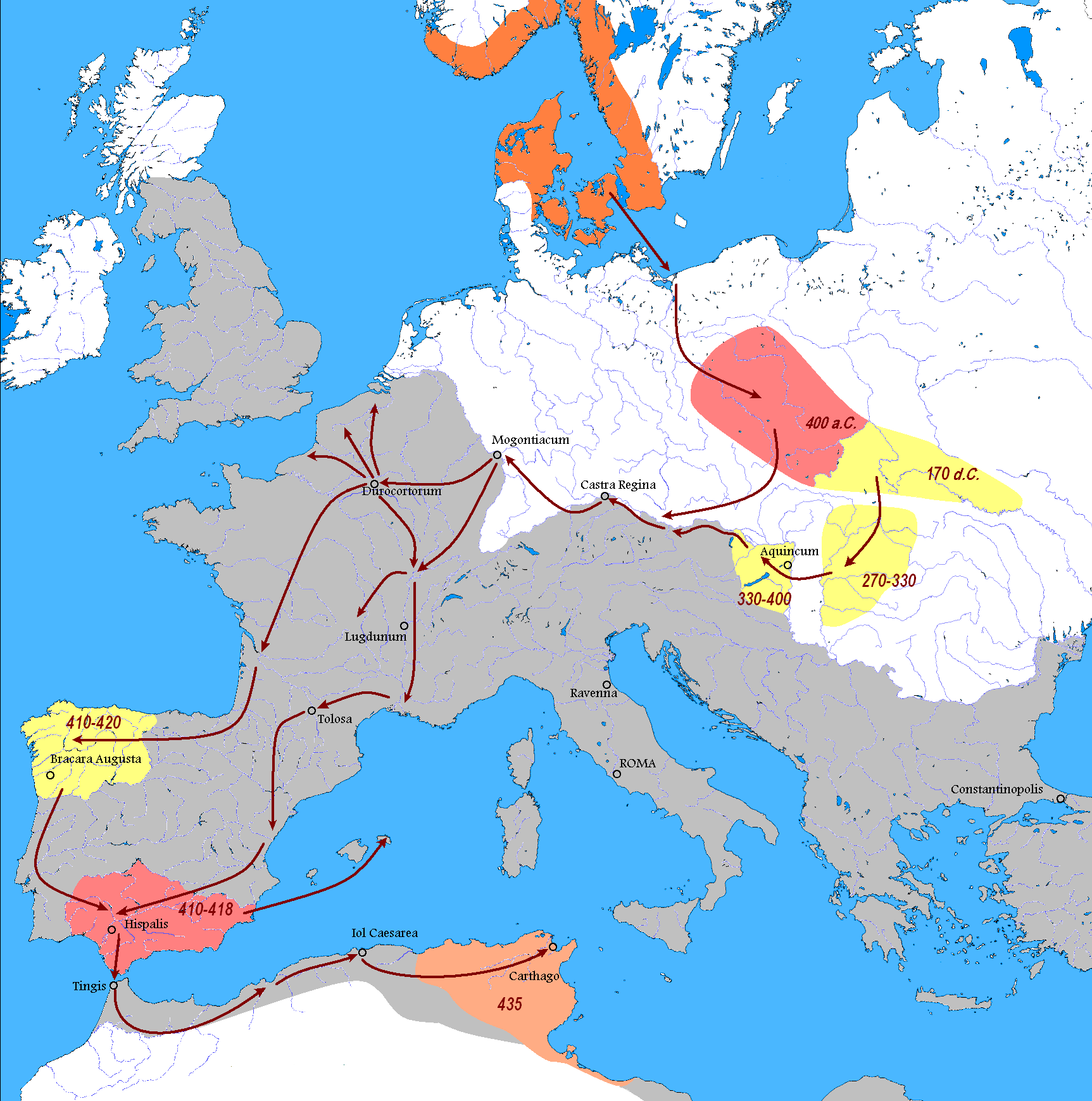
Les migrations des Vandales.

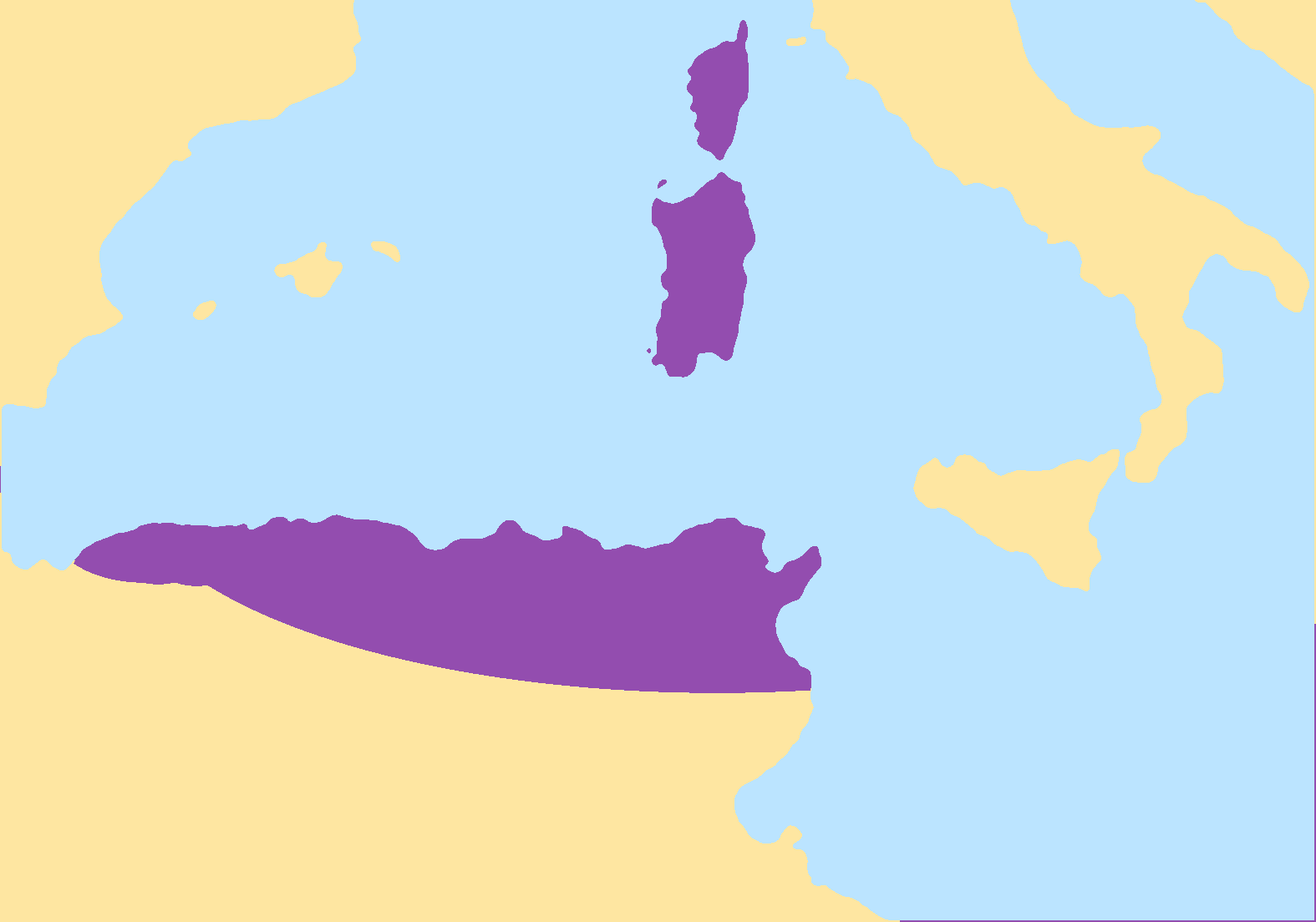
Étendue approximative du royaume vandale vers 455.

Ce sont les Wisigoths qui chassent d'Hispanie les Vandales et leurs alliés Alains. Leur nouveau roi Genséric réquisitionne des navires et fait construire une nombreuse flotte pour traverser la Méditerranée en Afrique ; elle lui servira aussi à s'emparer des îles Baléares, de la Sardaigne et de la Corse. C'est ainsi qu'en 429, plus de 80 000 Vandales et Alains, dont 20 000 hommes en armes franchissent le détroit de Gibraltar et débarquent en Maurétanie. Dès l'année suivante, en 430, les Vandales sont déjà dans l'Ouest algérien.
Ils sont alors déjà christianisés mais dans la forme arienne du christianisme, tandis que la population nord-Africaine, comme les populations de romanes de Gaule ou d'Hispanie) est trinitaire, c'est-à-dire adepte du dogme de la Trinité et la filiation divine de Jésus. Toutefois les Berbères des campagnes agricoles, du Tell particulièrement, qui se trouvent à l'époque en pleine crise économique, se montrent favorables à l'arianisme des Vandales, car c'est seulement vingt ans auparavant (en 409) que le donatisme auquel ils avaient été fidèles, avait été déclaré « hérétique » par le Concile de Rome (313). Or le donatisme est similaire à l'arianisme dans sa tendance du refus de l'autorité et des dogmes de l'Église trinitaire. De plus, Arius, « père » de l'arianisme, était aussi un Africain de l'église d'Alexandrie en Égypte où par la suite, l'Église copte enseigna que Jésus était un homme ordinaire, simplement inspiré par Dieu. Les Vandales concentrèrent non seulement leurs attaques militaires, mais aussi leur prosélytisme religieux sur les villes côtières sous autorité romaine, où l'Église de Rome s'était saisie des églises donatistes. Ainsi les Vandales obtiennent le soutien moral et matériel des populations berbères du Nord de l'Algérie. Durant l'année 430 ils traversent ainsi le pays d'ouest en est, attaquant les différentes forteresses romaines où se trouvent les prêtres romains nouvellement installés dans les églises donatistes. Le 28 août 430, les Vandales prennent Hippone (actuelle Annaba) après un bref siège de cette dernière ville romaine de l'Est de l'Algérie. En prenant cette ville, ils auraient tué l'évêque romain local (pourtant d'origine berbère) : Augustin.
Après avoir assuré leur autorité sur toutes les villes du nord de l'Algérie, les Vandales envoyèrent le clergé romain en exil à Gafsa dans le sud tunisien, tuant parfois certains membres de l'Église trinitaire et interdisant les monastères. La population citadine est sommée de s'acquitter de la dîme en échange du droit d'être laissée en paix et de pouvoir pratiquer sa propre forme de christianisme romain. Les Vandales ne martyriseront pas les trinitaires car pour les apaiser, Rome en 435 les autorise, une nouvelle fois, à s'établir officiellement sur un de ses territoires, cette fois-ci, sur les restes de la Numidie. Genséric établit la capitale de son nouvel État alors à Saldae  où il fait accoster sa flotte. Genséric fait alors fortifier sa nouvelle capitale avant de se lancer dans d'autres projets d'expansion. Forts de leur nouvelle puissance, de leur domination des villes côtières, et d'une complicité avec les Berbères de l'intérieur du pays, les Vandales prennent en 439 Carthage, arsenal de la flotte romaine d'Occident et siège de l'Église romaine d'Afrique. Là, Genséric s'empare des navires romains qu'il ajoute à sa flotte pour dominer la Méditerranée occidentale et prendre la Sicile occidentale, la Sardaigne, la Corse et les îles Baléares
Valentinien III, empereur romain d'Occident offrit alors un accord de paix à Genséric en échange du retour de la Sicile dans le giron de l'Empire. Plus pragmatique que religieux, Genséric accepte l'offre en l'an 442 et restitue la Sicile aux Romains (mais ce sont les Ostrogoths qui en profiteront). Le répit que Genséric offre aux Romains ne dure guère : en 455, profitant de l'usurpation du trône romain par Pétrone Maxime, Genséric débarque en Italie et, le 2 juin, ses armées prennent Rome et la pillent durant 2 semaines. Le saccage de Rome fera de leur nom un synonyme de destruction, d'où le terme de « vandalisme » et le nom commun de « vandale » ou encore le verbe « vandaliser ». Les Vandales repartent avec de riches prises, dont plusieurs coffres d'or, les ornements du temple de Jérusalem, et de nombreux captifs dont l'impératrice Licina Eudoxia que Genséric épouse, et qui lui donne un fils : Hunéric. Les deux filles de l'impératrice, Eudoxia et Placidia, également prises durant le sac de Rome, sont libérées, comme leur mère, en 462 contre une forte rançon payée par l'empereur romain d'Orient, Léon Ier. En 468, les Romains d'Orient (que nous appelons « byzantins » depuis le XVIe siècle) envoient en représailles une escadre de leur flotte, mais elle est repoussée.

### Les Vandales en Algérie (477-533)
À la mort de Genséric Ier, fondateur du royaume vandale en 477 qui régna près d'un demi-siècle sur son peuple, les Vandales commencent leur déclin. À moitié romain, son fils Hunéric qui prend sa succession, exerce des pressions sur les chrétiens trinitaires, particulièrement durant les derniers mois de son règne, en 483 et 484, où il interdit carrément la pratique du christianisme nicéen. Gunthamund, qui lui succède en 484, revient sur les décisions de son prédécesseur et autorise les trinitaires à pratiquer librement en échange de la traditionnelle dîme. Toutefois son règne est marqué par une perte d'influence des Vandales, qui perdent des îles en Méditerranée et doivent faire face à la rébellion de certaines tribus berbères. Thrasamund lui succède en 496 ; il règne jusqu'en 523. Hildéric arriva au pouvoir en l'an 523, mais se désintéresse de la guerre et laisse son général Hoamer s'en charger. Ce dernier perd une bataille contre des tribus de l'intérieur du pays en 530, ce qui provoque une lutte de pouvoir au sein de la famille royale. Gélimer s'empare alors du pouvoir et jette le roi Hilderic et son général Hoamer en prison.
Trois ans plus tard, l'empereur romain d'Orient, Justinien Ier profite du fait que la majorité de la flotte vandale est occupée à réprimer la rébellion de la Sardaigne, pour attaquer les Vandales. Il envoie contre eux le brillant général Bélisaire. Le 13 septembre 533, 11 000 Vandales sous le commandement de leur roi Gélimer font face aux 17 000 hommes des légions romaines d'Orient à la bataille de l'Ad Decimum. Les Vandales sont vaincus et Carthage tombe aux mains des Romains qui l'érigent en exarchat. Le 15 décembre 533, les Vandales sont à nouveau vaincus à 30 kilomètres de Carthage tandis que les Romains d'orient prennent Hippone. Gélimer parvient à s'enfuir mais en 534, il dut se rendre à Bélisaire, fut envoyé à Constantinople et finit ses jours en Galatie. Ce fut la fin du royaume des Vandales et des Alains. Les Vandales survivants sont en grande partie déportés vers l'Anatolie, et des milliers sont enrôlés de force dans les armées de l'Empire. Ceux qui échappent à la capture trouvent refuge dans l'intérieur de la région, chez des tribus berbères alliées (surtout dans les hauteurs constantinoises).
Les Vandales étaient principalement ariens, tandis que les Romains d'Orient, comme les berbères romanisés, étaient chrétiens nicéens. Par conséquent, l'arianisme recule fortement, tandis que l'orthodoxie nicéenne progresse, ainsi que le judaïsme, déjà ancien en Afrique du Nord, qui se propage parmi les tribus montagnardes et sahariennes ainsi que parmi les derniers Vandales.

## Exarchat de Carthage (534-647)

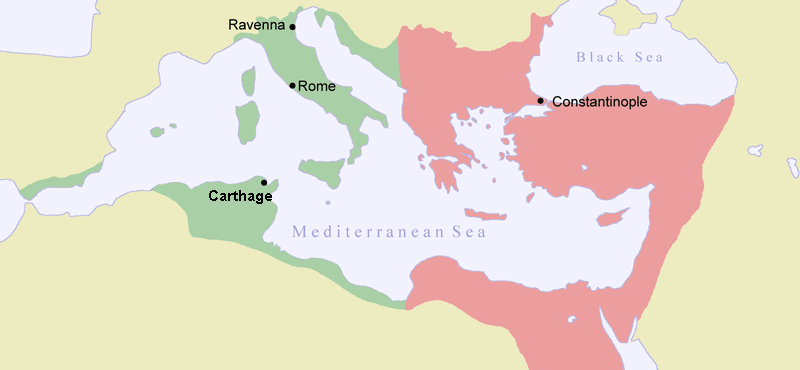
Carte de l'Empire romain d'Orient en 550. Le vert correspond aux conquêtes menées durant le règne de Justinien Ier

Le passage des Vandales et des Alains en Afrique du Nord représente un siècle de liens coupés avec Rome, durant lequel l'autonomie des autochtones berbères a fortement progressé. Que Constantinople (Empire byzantin) veuille se substituer à Rome ne fut pas facilement accepté, comme en témoigne la révolte de Antalas juste après la reconquête romaine d'Orient. La fragilité de cette reconquête « éclair » et l'instabilité de la domination byzantine permet aux tribus berbères d'organiser la résistance contre ce que l'historiographie algérienne et tunisienne moderne appelle l'« occupant byzantin ».
Jean Troglita, général byzantin du VIe siècle, s'était illustré en Orient contre les Perses et fut également un lieutenant du grand général byzantin Bélisaire, vainqueur des Vandales en Africa et des Ostrogoths en Italie dans les années 530 : il fut chargé de réprimer les Berbères. Solomon est un gouverneur byzantin de la première moitié du VIe siècle. En 534, il est nommé par l'empereur byzantin Justinien comme gouverneur de l'Afrique, tout juste reconquise par le général Bélisaire sur les Vandales de Gélimer. Il est remplacé deux ans plus tard (536), avant de retrouver son poste en 539. Il doit faire face aux rebelles berbères, notamment ceux du chef Antalas. Il est toutefois battu par ces derniers dans une bataille près de la cité de Theveste (actuelle Tébessa) en 544, trouvant la mort au combat. Iaudas se révolte contre l'autorité byzantine dans les Aurès, et se proclame roi des Aurès.
Ifisdaïas et Cutzinas, personnalités berbères des Aurès, furent d'abord des chefs byzantins : pendant le commandement de Jean Troglita, ce dernier voulait attaquer les Berbères du Sud après que les Aurès et le Zab furent pris grâce à Solomon. En revanche Mastigas fut un roi berbère de la Maurétanie césarienne. Après les Vandales, il prend en main une partie de la Maurétanie césarienne, mais il est certain que les Romains d'Orient sont arrivés jusqu'à Frenda, car il y a des inscriptions byzantines sur place en Algérie.
En 544, l'exarchat de Carthage comprend la province de Constantine. Cependant, les insurrections indigènes contre les Byzantins débouchent sur l'émergence de plusieurs États berbères dont les Djerawa, les Banou Ifren, les Maghraouas, les Awerbas et les Zénètes. Et, selon Corippus dans La Johannide (De bellis Libycis), à l'époque de Jean Troglita sous le règne de Justinien entre 547 et 550, déjà les Banou Ifren (Iforacès) étaient opposés aux  Byzantins.
Aux débuts de l' arrivée des Arabes en Afrique du Nord, le roi berbère Koceïla s'allie avec les troupes byzantines de l'exarchat de Carthage et après sa mort, la reine berbère Kahina attaque les Omeyyades avec l'aide des Romains d'Orient et des Zénètes : elle repousse deux fois les troupes omeyyades, mais la conquête musulmane du Maghreb (647-709) s'avère finalement irréversible.

#### 400
- Déclin de l'Empire romain d'Occident en Afrique
  - Royaume des Maures et des Romains (429-578)
  - Royaume du Ouarsenis (430-535)
  - Royaume vandale d'Afrique (435-534)
  - Royaume de Capsus
  - Royaume de l'Aurès (484-703)
  - Royaume des Nemenchas (?), royaume d'Hodna (?)
  - Royaume de la "Dorsale tunisienne"[1] (tribu des Frexes, Antalas (499-550c))
  - Royaume de Tripoli (480c-550c, Cabaon), expédition vandale en Tripolitaine de 523)
- Notitia provinciarum et civitatum Africae (484/490)

#### 500
- Empire byzantin (395-1204, 1261-1453)
  - Afrique du Nord byzantine (535-709), Préfecture du prétoire d'Afrique (534-585/591), Gennadios, Germanus (cousin de Justinien Ier)
  - Bélisaire (500-565), Jean l'Arménien, Solomon (gouverneur)
  - Guerre des Vandales (533-534), Gélimer (dernier roi vandale, 530-534)
  - Guerres byzantino-maures (en) (533-548)
  - Rébellion militaire de Stotzas (535-545)
  - Royaume d'Altava (578-708), Koceïla, Dihya (Kahina)
  - Exarchat de Carthage (585-698),
  - Liste de forteresses et fortifications au Maghreb byzantin (en)

#### 600
- Conquête musulmane du Maghreb (647-709)
- Ifriqiya (Constantinois, Tunisie, Tripolitaine)
  - Royaume des Maures et des Romains (429-578), Masuna, Mastigas, Stotzas, Jean, Garmul
  - Royaume du Ouarsenis (430-535)
  - Royaume de Capsus (400c-470c) (Gafsa)
  - Royaume vandale (435-534), Guerre des Vandales, Genséric, Hildéric
  - Royaume de l'Aurès (484-703) (Masties)

- Empire byzantin (395-1204, 1261-1453)
  - Afrique du Nord byzantine (535-709), Préfecture du prétoire d'Afrique (534-585/591), Gennadios, Germanus (cousin de Justinien Ier)
  - Rébellion militaire de Stotzas (535-545)
  - Exarchat de Carthage (585-698),
  - Liste de forteresses et fortifications au Maghreb byzantin (en)
  - Royaume des Nemenchas (?), royaume d'Hodna (?)
  - Royaume de la "Dorsale tunisienne"[1] (tribu des Frexes, Antalas (499-550c))
  - Royaume de Tripoli (480c-550c, Cabaon), expédition vandale en Tripolitaine de 523)
- Royaume d'Altava (578-708), Koceïla, Kachina

- Conquête musulmane du Maghreb (647-709)
- Algérie pendant le Moyen Âge

#### 2000
- Sites archéologiques en Algérie
- Liste des sites et monuments classés en Algérie
- Liste du patrimoine mondial en Algérie
- Liste du patrimoine culturel immatériel de l'humanité en Algérie
- Restitution des biens culturels et historiques à l'Algérie

- Historiens : Nacéra Benseddik
- Histoire de la Tunisie, Histoire du Maroc, Histoire du Maghreb
- Tunisie à l'époque médiévale, Algérie pendant le Moyen Âge